# سينما باراغواي
وصلت السينما لباراغوي في عام 1900. كان أول فيلم روائي وطني هو سيرو كور 1978. وجد بين الإنجازات الرئيسية: الأرجوحة الشبكية، السكينة الخشبية، 7 صناديق، قمر السيكادا، العلب الفارغة وكوستا دولسي.

## التاريخ

### مقدمة السينما للبلد
في كتابه The Livingstone of South America في عام 1933، المبشر واللغوي ريتشارد جيمس هانت (1874_1938) يصف التأثير في الهنود انكست في 1895، وظف لأول مرة المبشر الإسكتلندي ويلفريد باربروكيه جرويب استخدام الفانوس السحري (جهاز بصري ونذير الصناعة السنمائية). بعد ذلك، تم استخدامه في جميع الخدمات الدينية المسيطرة في المحطة التبشيرية رياتشو فرنانديز، من 48 كيلو مترات لشمال مدينة كونسيبسيون، علي ضفة نهر باراغوي.
هبطت السينما في باراغوي مع أوائل مشاهدات العرض الحالي، في المسرح القومي لأسونسيون (ثم المحلي)، في شهر يونيو 1900 (بعد خمس سنوات فقط من التوقعات الأولي للعالم في باريس وفرنسا). وفقا لما يروي المنتج مانويل كوينا في تاريخ سينما باراغوي، وقدمت اللقطات الأولي في باراغوي من قبل الأرجنتيني ارنستو جونتشا في 1905.
كان أول باراغوي في تسجيل فيلم قصير هو هيبوليتو كارون، مع روح باراغوية، وهذا في مدة 10 دقائق، وقال انه في عام 1925، أثناء الحج لكاكوبا. كان يوجد رواد آخرين شقيقه وليام كويل وابنه اوغستين كارون كويل.
في 1932، سجل المصور الأرجنتيني روكي فونس أول فيلم روائي طويل وثائقي في باراغوي بعنوان جحيم الشاكو، الذي كان أيضا أول فيلم أحرز في باراغوي لتنفيذ فرقة من المؤثرات الصوتية والضوضاء المحيطة. تخلت عن المفقود أثناء العقود، حصل المخرج الباراغوي هوج جامارا ان هذا الوثائقي اندلع في بوينس آيرس في شهر ديسمبر لعام 2008، والسنة التالية في أونسيون.
تم تصوير أول فيلم قصصي باراغوي في عام 1937، أرض الميعاد، وهو إنتاج مشترك لباراغوي والأرجنتين، في 35 ملم، مع صوت، بقيادة الألماني جيمس باور، وأيضا مع سيناريو وموسيقي الملحن الباراغوي ريمبرتو جيمينيز; الذي لم يصل إلي إنهائه.
في عام 1947، يجعل خوان ماكس بوتنر أول فيلم لون السيارة الجديدة، في مدينة كاكوبيه. المعروف بالطبيب، الملحن وعازف الموسيقي، حقق العديد من الأفلام بالأبيض والأسود من عام 1939، ومنذ 1947، بالألوان كاملة. انتج بوتنر مختلف الأفلام الوثائقية حتي عام 1952 وواحد من مواده الأكثر أهمية كان أول فيلم باراغوي من العملية، في 1947.

### أوائل الإنتاج المشترك
في 1954 كان أول إنتاج مشترك رسميا من الأرجنتين وباراغوي: هو الجشع بقيادة الإيطالي كاترانو كاتراني. مع الرعد بين الأوراق 1958، للأرجنتيني أرماندو بو، وبدأ سلسلة من الإنتاج المشترك بين الأرجنتين وباراغوي، مع مؤلفين، فنيين، موسيقي، سيناريوهات باراغوية وتم تصويرها في باراغوي، لكن غالبية الإنتاج كانت في الأرجنتين، مثل: الدم والبذرة 1959 والطريق (1959، غير منشور)، كلاهما لألبرتو دو بويس; بوراريتا دا يباكاري1962، لأرماندو بو; كذلك مثل الأفلام الأرجنتينية، مع مشاركة باراغوية، مثل صاباليروس 1959 والهند 1960، لأرماندو بو، أو العطش 1961، للوكاس ديمار، فهو إنتاج مشترك بين إسبانيا والأرجنتين.
وفي الآونة الأخيرة أعطيت الإنتاج المشترك مع باراغوي، تجري الأفلام الأرجنتينية الوطنية الأفضلية مثل: كوكوكيه. العمل، التنظيم والنضال (2008_وثائقي)، لوليام كوهين وميريام باز، وراء الشمس، مزيد من السماء، لغاستون جولارتين; كانديدو لوبز _ ساحات القتال (2005، وثائقي)، لخوسيه لويس غارسيا; الدراسة للحصول علي باراغوي قيلولة 2003، لليا دانسكر، اليخاندرو ناكانو ويوجينيا بلان.و يا أشجار السنط 2011، لبابلو جيورخلي، الإنتاج المشترك للأرجنتين وإسبانيا، بمشاركة باراغوي.
في 1962، الإنتاج المشترك لإيطاليا وفرنسا ليه رات دي أميريكيه (Le rat d'Amérique)، الذي كان من إخراج جان غابريل البيكوككو وبطولة المغني تشارلز أزنافور، صورت بعض اللقطات في باراغوي. هذا نفسه حدث مع غاب 1992، إنتاج سويسرا، ومن إخراج لياندرو مانفيريني.
أيضا وجد مع البرازيل العديد من المنتجات، بما في ذلك يا محب مينها مولهير1978، للإيطالي ألبرتو بيراليسي، يا اخر تساو للحرب 1979، لتوني فييرا; كافيتينا دا منيناس بيرخنس (1981; المعروفة في باراغوي كما كابنغا)، لأجينور ألفيس وغييرمو فيرا دياز; ويا صديق دينور 2005، لخوسيه ادواردو الكازار، المخرج البرازيلي مقره في أسونسيون. وهو مؤلف لمنتجات أخري مثل رينكونترو (1982، فيلم روائي متوسط الطول)، الولايات المتحدة/ أحنا 2007، أريد أن أقرأ بانتاجرويل 2009، ليلة من باشلار 2010، والسينما المتاحة 2010.

### أول فيلم روائي طويل وطني
بين عام 1955 و 1962، سجلت باراغوي في الإنتاج المشترك مع الأرجنتين خمسة أفلام مهمة، شملت فيلم الرعد بين أوراق الشجر 1958 والدم والبذور 1959، وهما الأثنين من السابع عشرة مخطوطات التي نال بهم جائزة الكاتب الباراغوي أوغستو روا باستوس الذي جلب للسينما الأرجنتينية.
بعد سلسة من الأفلام الوثائقية القصيرة المؤسسية، والأنجازات التجريبية المتميزة، مثل: الفيلم القصير 40 دقيقة القرية 1969، لكارلوس ساغير; في 1978 لأول مرة إنتاج أول سمة باراغوية تماما، مع مساهمة الحكومة وفي 35 ملم: سيرو كورا "، خيال تاريخي قصير من إخراج جويرمو فيرا دياز، الذي كان أيضا أول النجاحات الوطنية الكبري لتاكيا، على الرغم من عدم وجود سجلات محددة الأرقام. إعادة إصدارها في عام 2002، وكانت التقديرات التي اعتمد عليها نحو مائة ألف متفرج.
قضي عشر سنوات قبل الفيلم الروائي الطويل المقبل، تمتد في عدة أفلام قصيرة وثائقية وخيالية، بالتزامن مع وصول أول غرفة في اتش س في إتش إس في سنوات 1980.
و كان لهذا الممر ثلاثة إنتاجات مشتركة مع البرازيل، وغيرها من العناوين المحددة في باراغوي، مع مؤلفين باراغويين. حتي عام 1989، قدم هوغو جامارا سر السيدة"، أول مسلسل في التليفزيون الباراغوي، الذي كان لديه نسخته من فيلم روائي طويل، على الرغم من عدم إصداره في السينمات.

### الأفلام الروائية القصيرة
منذ ظهور الفيديو في عقد الثمانينات، امتلك الفيلم القصير تطور شديد، الذي استمر في التسعينات، وجد بين أوائل الأفلام القصيرة الباراغوية الخيالية الجواخيه El Guajhú 1975، لأنيك سانخرخور. أيضا نشأ في منتصف الستينات المجموعة السينمائية الفنية التجريبية، بقيادة كارلوس ساغير، خويس رويز نيستوسا وأنطونيو بيسسي، مع العديد من الإنجازات المهمة.
في عقد الثمانينات، خوان كارلوس مانجيليا (مدير 7 مربعات)، مع رؤية خاصة جدا ومتلاعبة في أتش أس في إتش إس بدأت تدهش الجميع مع الأفلام القصيرة ذات الجودة والحكي الذي لا يصدق: سجناء"، مرايا"، ملامح"و نحن جميعا نعرف النهاية لبعض العناوين. مع تانا سشيمبوري Tana Schémbori قدموا ثلاثية فئة الجهاز La clase de órgano 1990، قطعة أثرية أساسية Artefacto de primera necesidad 1995 والحب سلة مهملات 2002، جميعها مع انعكاسات دولية. ثم جاء الأقصر: قال نعم"، جيران غرباء"، أورنو أردينتا" Horno Ardiente والدائري الثالث".
أبرز أفلام قصيرة أخري، هي تجربة الأقتراب من الموت Ahendu nde sapukai 2008، لبابلو لامار، كاري نورتيKarai Norte 2009، لمارثيلو مارتينسيي، الفائز بعشرين جائزة دولية، الشارع الأخير 2011، لمارثيلو مارتينسي أيضا، ريح الجنوب 2011، لباز انسينا، جزيرة عالمية 2012، لفدريكو أدورنو وترينيداد 2011، لسرجيو كولمان ميكسنور واندريا جاندولغو، أول فيلم روائي قصير رعب باراغوي مختار في عدة مهرجانات داخل الدائرة من هذا النوع.

### المهرجان
برز في عقد 1990 إنتاجات مشتركة سينمائية مثل: ملكة جمال اميرجيا (1994، السويد، شيلي) Miss Ameriguá، للمخرج التشيلي لويس ر. فيرا، والمزمار والإيتار (1998، البرازيل)، للبرازيلي كلاوديو ماك داول.
و في الوقت نفسه، ظهر إنتاجات باراغوية مثل مرور من خلال الحياة 1996، لكارلوس بيبنيجاس، بوابة الأحلام 1998، لهوغو جامارا ومؤسسة السينما الباراغوية، كلاهما المحرز في الفيديو.
و مع ذلك، كان هذا العقد نموا كبيرا في إنتاج الأفلام الروائية القصيرة في الفيديو، وبالتزامن مع انتشار الفيديو والمهرجان السينمائي الدولي لأسونسيون (1998-1990)، الذي تم من تأسيس وإخراج هوغو جامارا.
الحدث (التي عاد بعد انقطاع في عام 2001 تحت اسم مهرجان سينمائي دولي، فن وثقافة _باراغوي، وفي 2015 تحتفل بطبعتها ال 24) كان من الضروري تشكيل جمهور cinéfilo مع انتشار السينما العالمية، وزيادة مساحة لصانعي الأفلام في المستقبل.
في الواقع، كجزء من هذا المهرجان، خوان كارلوس مانيجليا (مدير 7 مربعات) كوفئ لفيلمه القصير النوع من الجسم، 1990.
كخلفية، كان أول مهرجان للفيديو في مايو عام 1987 في المركز الثقافي الإسباني خوان دي سالازار". أيضا نظمت مجلة فيديو جديد ثلاث عينات تنافسية في المركز الثقافي الأمريكي الباراغوي.

### الدعم
بعد سيرو كورا 1978، لم يكن هناك سوي فيلم واحد عاد إلي إخراج باراغوي، والذي تم تسجيله في شكل كلاسيكي من 35 ملم: الأرجوحة الشبكية 2006، لباز انسينا، الذي شارك في البطولة في الإنتاج المشترك مع الأرجنتين، فرنسا وهولندا.
و بالنسبة للأخرين، استند التطور والنمو السمعي البصري لباراغوي في المقام الأول علي الفيديو والرقمي بإستنئناء كاري نورتي القصير 2009، لمارثيلو مارتينيسي، علي قصة منصوصو عليها في الحرب الأهلية 1947.
أيضا كان مسئول ال 7 صناديق علي افتتاح وصول السينما الرقمية عالية الوضوح، ليتم تسجيلها بالكامل، في بداية عام 2007 مع كاميرا كانون EOS-1D مارك الرابع.
و في العام التالي، سجلت حرية غوستافو دلغادو في نفس الشكل، وذلك باستخدام كاميرا أحمر واحد ويصبح أول فيلم باراغوي لأول مرة في أتش دي فيديو عالي الوضوح (عالية الوضوح).
ثم، في 2012، يفعل نفس الشئ الممثل ارنالدو أندريه لأول مرة كمدير، قراءة وفقا لخوستينو"، واختارت لكاميرا المعري اليكسا.
إنتاج مثل كوستا دولسي (كانون EOS 5D مارك التاني)، لإنريكي كويار، أو إطلاق مانجوريه el rodaje de Mangoré (الأحمر ملحمة-M والأحمر القرمزي-X)، للويس ر.فيرا، وهذا الجديد أكد الرقمية في السينما الوطنية.

### الجوائز
في مايو 2006، الأرجوحة الشبكية 2006، لباز انسينا، وتوج مع جائزة فيبرسكي للنقاد الدوليين Fipresci، في نظرة خاصة في مهرجان كان. في حد ذاته، أصبح لأول مرة لباز انسينا أول فيلم باراغوي في مهرجان الفئة A، وفتحت الجائزة معرضا هاما من الجوائز الدولية.
هذا الإنتاج المشترك مع الأرجنتين، فرنسا وهولندا تراكمت لديها عشرات من الجوائز، يشمل أموال الإنتاج، وحصل لويس بونويل في عام 2008 علي جائزة أفضل فيلم أمريكي لاتيني في مهرجان السينما الأمريكية اللاتينية لهويلفا.
و كان أخر إنتاج مشترك ناجح جدا (مشترك مع إسبانيا) كان الوثائقي شويو دي بابلو Cuchillo de palo 2010، لرينات كوستا، الذي فاز العشرين من الجوائز، ويقدر أنها قد ينظر إليها من قبل 300 ألف شخصا في حوالي مائة المهرجانات.
إلي جانب ذلك، كاري نورتي 2009، لمارسيلو مارتينيسي، لأول مرة في مهرجان برلين، وهو القصير الأكثر منحا، بنتيجة التميز. عاد مارسيلو مارتينيسي إلي برلين مع شارع اخر 2011، وتراكمت لديها عشرات من الجوائز الأخري.
في سبتمبر 2012، المقاومة المختصرة"، لرينات كوستاو صالي صوري، تولي أول علم باراغوي في مهرجان البندقية السينمائي، في الإنتاج المشترك مع فنلندا والدنمارك.
حاليا، تضيف السينما الباراغوية في العقد الماضي نحو 120 جائزة عالمية، منها 80 تتوافق مع الأفلام الروائية الطويلة. نجد ما بين الأفلام الفائزة: الأرض الحمراء (2006، وثائقي)، لراميرو غومير; مهنة سينيرو (2007، وثائقي)Profesión Cinero، لهوغو جامارا; 18 سيجارة ونصف 2010، لمارسيلو تولسس; التاسع 2010، لأنريكي كويار; فيليبي كاناستو 2010 Felipe Canasto، لداريو كاردوناو قطار باراغوي (2011، وثائقي) لماوريسيو ريل بانتي.
مرة أخري، تتطلب 7 صناديق تنويه خاصا: قدم في سبتمبر 2011 لأول مرة دوليا لإستيلاء الجائزة السينمائية في الأنشاء، في مهرجان سان سيباستيان (إسبانيا).
بعد العرض الأول في باراغوي، في أغسطس 2012، تم اطلاقه في مهرجان تورونتو السينمائي، وهذا أول فيلم باراغوي في تلك المنافسة.
أيضا أصبح 7 مربعات، في 2013، في أول غواراني guaraní من أجل الكفاح لجوائز جويا في السينما الإسبانية، ويصدر تجاريا في إسبانيا، حيث حقق 200 ألف دولار في ستة أسابيع، واعتبر لجوائز غولدن غلوب Globos de Oro، ولا يستطيع الترشح للأوسكار، لأن باراغوي لا يكن لديها خبرة أكاديمية السينما. العمل مانيجليا-ستشمبوري Maneglia-Schémbori، في السنة الأولي من اطلاقه، فاز 18 من الجوائز في مهرجانات في جميع أنحاء العالم.

## البنية المهنية

### مهن السينما
هناك منذ عام 2013 ثلاث جامعات ومعهد مهني التي تقدر مهن السينما والأتصال السمعي البصري في باراغوي.
بين رواد هذا المجال المعهد المهني للفنون وعلو الأتصالات (IPAC)، الذي تأسس في 1990، ويتضمن منذ 2001 وظائف لها علاقة بالسينما. يتم الحصول علي لقب المخرج بعد سبعة فصول دراسية من التدريب، وأطروحة فصل دراسي واحد.
وظائف أخري ل IPAC هي: العمل من أجل وسائل الأعلام السمعية البصرية والتوجيه وإنتاج التليفزيون"، اسلوب الكلام من أجل الإذاعة والتليفزيون"، وتقنية الصوت والصحافة". كما يتطور بأنتظام الدورات التقنية مثل: كاميرا الفيديو الرقمي، الإلقاء والإذاعي، تحرير الصوت الرقمي، تحليل الفيديو أفيد للمونتاج الإعلامي 8، تأثيرات بصرية أفتر أفكتس سي سي Efectos Visuales After Efectts CC، سيناريو، الموسيقي في السينما، صفائف خط Line Arrays وبروتولز ProTools.
تم تمكين في 2013 الدرجة الأولي في السينما الباراغوي في جامعة كولومبيا باراغوي، التي أنشأها المخرج سيرجيو كولمان ميكسنر.
تم منح لقب الكليات التقنية في السينما بعد النسخة الثالثة من السباق، بعد السنة الرابعة، والموافقة علي المشروع النهائي للمهنة أو التحقيق، حصلت كولومبيا علي شهادة في التصوير السينمائي م التركيز علي المنطقة المختارة من التخصص.
تمنح الجامعة المستقلة لأسونسيون شهادة البكالوريوس في الأتصالات السمعية البصرية"، بعد اربع سنوات من المهنة. تم إجراء أول أسبوع سمعي بصري ل UAA"، في ديسمبر 2014، تحت شعار خلق قصص".
منذ عام 2011، منحت جامعة المحيط الهادي لقب ليسانس الأداب وعلوم الأتصالات"، مع مدي خمس سنوات من المهنة. في عام 2013، افتتحت هذه الكلية دراستها في التليفزيون والتصوير الفوتوغرافي. سنويا يتم تنظيم معرض التصميم الجرافيكي والأتصال السمعي البصري.

### مهن التمثيل
في 2009، مخرجون ال7 صناديق، خوان كارلوس مانيجليا وتانا سيشيمبوري أنشأوا ورشة عمل TIA، الذي يعطي لقب ممثل / ممثلة انتجرال المسرح Integral de Teatro والسمعي البصري، بعد ثلاث سنوات من المهنية. سنويا، قدمون الطلاب الأفلام الروائية القصيرة مثل الأعمال النهائية، والتي من إخراج خوان كارلوس مانيجليا وتانا سشمبوري.
هناك مدرسة أخري بارزة في التمثيل وهي دراسة مركز البحث والإصدار المسرحي، التي أنشأت في عام 1999 من قبل أوغستين نونيز، بالإضافة إلي التدريب المسرحي تقدم الدراسة مهنة التمثيل للسينما والتليفزيون.
معترف بها من قبل الإصدار المسرحي الأنا، العليا عام 1991، استنادا إلي رواية للكاتب الباراغوي اوغستو روا باستوس; توجه أوغستين نونيز بالمسلسل الخلاف 1990 وإرث قابيل 2010; فيلم روائي قصير كونيا بيبوريه Kuña pyporé 2013; الأفلام الروائية الطويلة تدعي الحب 2012، اليوم الثامن 2013 وأوقات الصلبيون 2014، مثل اطروحات نهائية للطلاب في الدراسة.
أيضا أنتجت الدراسة الفيلم وفاة في جنازة Muerte en funeral 2014، تم تكيفها وإخراجها من قبل خيرونيمو بومان; وتستعد شبكة الأنترنت لسلسة الميرادور، تحت عنوان عالم لأوغستين نونيز وأداء أونش أورتيز، الذي سيعقد في سبعة فصول قصيرة، تقريبا في حوالي ثلاث دقائق.

### الأدب
يتضمن الإنتاج الأدبي للسينما الباراغوية الكتاب أفكاري علي سيناريو - سيناريو ابن آدم، للكاتب البارز أوغستو روا باستوس، الذي نشر أصلا في عام 1993، بواسطة طبعات أر بي RP، مؤسسة السينما والأرشيف البصري لباراغوي في أسونسيون. في 2008، أعيد إصدار الكتاب بواسطة الناشر سيربيليبرو، ومؤسسة أوغستو روا باستوس ومؤسسة السينما باراغوي.
في نوفمبر 2011 تم تقديمه في إسبانيا، وقاموس السينما في أمريكا اللاتينية. إسبانيا، البرتغال وأمريكا، في أربعة مجلدات، وهو عمل برعاية الجمعية العامة للمؤلفين والمحررين SGAE، ومؤسسة الكاتب. الموسوعة، متاحة في المركز الثقافي الإسباني خوان دي سالازار في أسونسيون، يتضمن فصل مخصص لباراغوي، التي أعد من قبل هوغو جامارا.
تتضمن فقرة من القاموس عن باراغوي المواضيع التالية: السينما الرسمية، مع سلسلة رسمية من البث، كانت جزء من دعم النظام 35 عاما، وأخبار وطنية، الفيلم الروائي الطويل«سيرو كورا»، والأفلام الروائية القصيرة; ورش العمل ومراكز السينما المستقلة، ما بين السنوات 60 و 70: ورشة عمل جامعية للسينما، ورشة عمل معهدية للسينما من أجل الأطفال والشباب، سينما الفن التجريبية، الأجانب مع الإصابة في السينما الباراغوية، المخرجين، الموزعين، المعلمين; مكتبات الأفلام، نوادي السينما والمهرجانات، السنوات ال60 حتي الوقت الحاضر.
نشر في مايو2014 أول كتاب من النصوص، مع الأعمال الفائزة لأول مناقشة سيناريو روا سينارو 2013، الذي أجرته مؤسسة أوغوستو روا باستوس ومؤسسة السينما في باراغوي. وجد بين المواد يحلم لابني«، لبورنو ألمادا، الذي فاز بالمركز الأول; مخطوطة»، لخافيير فيفيروس (الذي استند لمشروع المخطوطة العليا، لخورخي دياز دي بيدويا); يرتدي هكذا«، لإليانا ماريا غونزاليس، وبورا»، للويس أرماندو خيمينيز.
في يونيو 2015 قدم الكتاب خمسون عاما من السينما في باراغوي: الأشخاص، الأماكن، الأحداث، المعلم والمخرج ريتشارد بادوه.

## المؤسسات والنقابات
منذ عام 1990، يتم تنفيذ المهرجان الدولى للفنون والثقافة بباراغواى، والذي تم انشاءه واخراجه بواسطه هوغومارا بدعم من موسسه باراغواى السينمائية.
أيضا اجرت جمعية الثقافة كورونيل اوفييدو المسابقة القومية للافلام القصيرة، منذعام 2005، مسابقه الافلام القصيرة Caacupé (كاكوبيه) سلم جوائز اراسا منذ عام 2014، ونظمت بواسطه بوبا برودوكتور Puppa Productora.
بالإضافة إلى إذاعة الوطنية، وزارة الثقافة الوطنية، هناك كيانات المنظمة المهنية السمعية البصرية الباراجويه (OPRAP)، التي تاسست منذ عام 1994 ومنذ عام 2012 نظم المؤتمر الوطنى السمعى البصرى، _ Tesape نقابا، غرفة باراغواى من شركات الإنتاج السينمائي والتليفيزيون (OPRAP) (كاميرو)، جمعية وثائقى باراغواى (DOCPY) دوكبى، بين ارتس باراغواى، ايخادر باراغواى، المحفوظات السمعية البصرية والمصور الباراغوى (AAFP)و اكاديمية الفنون وعلوم الصور المتحركة الباراغواية كابيت الفنون البصرية اجناسيو نونيز سولير، المكتب الوطنى للملكية الفردية (DINAPI).
مركز التوثيق السمعى البصرى، تابع كلية الدراسات العليا في جامعة ديل نورتى، تسجيل منذ نشاته في عام 2007، الواقع الوطنى والجامعة من خلال خلق واحد في البلاد الأكثر من 39000 تسجيلات في الفيديو، وثقت بشكل صحيح والمتاحة لاغراض أخرى، طبيعية وثقافية. أيضا، لديها حقوق مكتوبة للافلام والوثائق السينمائية الوطنية التي وجدت في جميع انحاء العالم. في هذا الملف، تبرز مجموعة خوان ماكس بوتنر، مع ثلاث ساعات من لقطات من باراغواى خلال العقد من السنوات 30، 40 .
منذ مارس 2015، تم تشكيل لجنة منفردة القطاعات السمعى البصرى الباراغوى، الذي يجتمع كل صباح الثلاثاء في بيت الفنون البصرية اجناسيو نونيز سولير، وغيرها من المواقع، والذي يجمع الشخصيات المهمة في السينما الباراغوية، والجمعيات الاهلية الكبرى والهيئات العامة اللجنة متعددة القطاعات تم تشجيعها لانشاء لجنة فيلم اسونسيون (Cofilma)، صياغة القانون القومى للسينما وقانون تعزيز السينما، إضافة إلى الاتفاقيات الاستراتيجية للإنتاج المشترك الدولى، وتنفيذ المؤتمر القومى السمعى البصرى Tesape - Naranjaité، والندوات السينمائية، وجدونه العروض الاولية، والمشاركة في المهرجانات المسرحية الباراغواية وغيرها.

## شركات الإنتاج
بعض منتجات الافلام الرئيسية في باراغوى هما سانشيرو ايماخيه، وصناع السينما جيروم بومان وريتشارد كارياجسى، معترف بها اساسا باعتبارها واحدة من الشركات التي تنتج 7 صناديق ل خوان كارلوس مانيجليا وتانا سشامبورى.
بجانب سينشيرو ايماخين، وقد تم تمويل 7 صناديق من قبل المنتج مانخليا سيتشنبوري صناع السينما التي تاسست في عام 1997 من قبل خوان كارلوس مانيجليا وتانا سشامبورى، وأيضا مخرجين امثال جيروم بومان وادواردو مورا وخافير فكسيوتو.
المنتج غابريل ساباتيه، ومن خلال افلام ساباتيه، هو مرجع وراء عناوين هامه للسينما الباراغويه، مثل كارى نورتا 2009، لمارسيلو مارتيناس، ارجوحه باراجوى 2006، ومن خلال بار السينا، اسبيرانزا 2013، للاسبانى انريكى كاربايبرو والفرنسى سيلنى مورياس، القراءة وفقا جوستيييو 2013 لارنالدو اندريه، وقمر السيجارا 2014 لخورخى ديار دس بيدويا (المنتج المشترك) نجد بين مشاريعة القادمة الأرض الاخيرة لبابلو لاهار، المعزون لانالدو اندريه، وقتل بالرصاص لهوفو جيمينز.
القمر البكادا لخورخى دياز دي بيروبا وهو أول إنتاج لاويما فيلمز، التي انشاتها غاسبار زالديفار وهيكتور دوارت ورودريغو سلومون.
منتج روايه اخوى، افلام باوتارارا، التي يمتلكها اوزفالدو اورتبرز فايمن وسبباستيان بينا اسكوبار، ويربط مع النتاجات المشتركه الطقس الغائم 2014 لارمى اوون، بنات جديده 24 ساعة 2015 لمابل لوزاخو، وغوارانى 2016 للويس زوراكين.
انتاجونيستا هو منتج الاخوه لويس أ اغيرى واستيلين اغيرى، مسئول عن الأفلام الروائية الطويلة مينوتور 2008، الكون مدبل 2010 وريبولبير في الشاكا 2012 (Un Revolber en la Chaca).
الثلاثية الباراغواية لابريكى كوبار ومقرها هولندا، التي تتالف من الافلام الروائية الطويلة ميرامينوميتوكى Miramenometokei 2002، التاسع 2010 وكوستا دولى 2013، تمتللو دعم ارياشيكاسينى.
منتج المجتمع ارايجو النجير السمعى البصرى، يدعم الافلام الوثائقية والافلام الروائية القصيرة التي من إخراج ميجيل لجويرو، كما مقابله سريه 2006 جويكو رونيموندا 2007 Guaikuru Ñemonde، وكامبوتشى 2008 Kambuchi ، سيركبى 2009، كونا كامبا 2010، ميتا 2011 Mita’i، كاراميلوفى 2014 Caramelomi ، انتولينا 2014، والفيلم الروائى الطويل خيالية انجليتو، ولم تنتهي بعد.
الشركات الباراغوايه شاكو افلام ريل وهيوستن رينال تعرض احداث وادوات للفن السينمائي، وأيضا مثل التكنولوجيا المهنية في لقطات جوية، ومن قبل الشركات مثل فليكام باراغوى.

## صالات السينما
في 2015 يوجد 11 مجمع تجاري سينمائي رقمي في 5 مدن في باراغوي، مع مجموعة 41 شاشة، و 34 منهم في أسونسيون.
هم فيلامورا سيناسنتر، سيناسنتر هيبر سيس، سينس ديل سول، مال اكسيليسور، مولتي بلازا، حقيقة السينما (فرناندو دي لامورا); بينيدو (سان لورنيزو); سينما الفن (سان لورينزو); سينما الفن (سويداد ديل استي); سينمائية غرانادوس (التجسد); سينامكس 3D (التجسد).
أعلنت شركة باسيو معرض للتسوق، الذي تم افتتاحه في 2016، وأعلن أن السلسة الأمريكية المرموقة سينيمارك سوف تتمكن من مجموعة معقدة من عشر غرف في أسونسيون، منها ثلاثة سيكونوا لكبار الشخصيات، وغرفة XD.
كان التواصل من دور السينما في ذروة في باراغوي، من بين 60 حتي جزء من ال 90، مع المباني التاريخية، في أسونسيون الكبري، سينما جراند ريكس، وسينما لوميتون، ينما سبلنديد، سينما مسرح غرانادوس، سينما مسرح فيكتوريا، سينما بارك (بعد سينما روما)، سينما كوزموس، أو سينما يجازو; التي أغلقت بسبب الأزمة الأقتصادية، وفي الغالب، قد تحولت لمعابد دينية أو مراقص.
أيضا كان يوجد صالات مهمة للسينما في المدن الداخلية لباراغوي. كان يصل الكورونيل أوفييدو إلي أربعة صالات سينمائية، أكثر من ثلاثة عقود. من 10 إلي 20 أكتوبر عام 2015، عمل إنتاج العلب الفارغة علي إعادة فتح السينما الغوارانية السابقة (تحولت إلي صالة للإحداث) لإطلاق أول فيلم روائي طويل اوفييدو. واجتذب 1800 متفرج.
و بالإضافة إلي ذلك هناك العديد من سييسنيروس cineros في العقدين من 60 و 70، الذين سافروا شعب باراغوي ويحمل السينما المتنقلة. ومن بين الرواد هم رجل الأعمال كارلولوس بيدرمان. الوثائقي بروفسيون سينارو 2007، لهوغو جامارا، يروي هذا المنصب، جزء من تاريخ تيتو خوان فيرا أماريلا.
خارج الدائرة التجارية، هناك صالات بديلة في المراكز الثقافية، مع التوقعات المعتادة للسينما، مثل المركز الثقافي الباراغوي الأمريكاني في CCPA، المركز الثقافي الإسباني خوان دي سالازار، أليانزا فرانسيسه أسونسيون_غوته_ زنتروم أسونسيون_ المعهد الثقافي الباراغوي_ الألماني ICPA، المركز الثقافي لسفارة البرازيل في أسونسيون_ مسرح توم جوبيم، صالة INCAA للمركز الثقافي خورخي لويس بورخيس لسفارة الأرجنتين في باراغوي، مجال الأحد للسينما الجوية، أيضا، احيانا، في المركز الباراغوي الياباني وفي متحف بارو. في معظم هذه المراكز الثقافية عادة ما يتم دورات فيلم محددة.
خارج أسونسيون، أيضا تقام المهرجانات في المركز الثقافي لاجو، في أرجاو، أيضا سلسلة أفلام العمارة والسينما، والتي في عام 2015 تحتفل بموسمها التاسع، كل يوم ثلاثاء، في الاولي ماجنا من كلية العمارة، التصميم والفنون FADA، للجامعة الوطنية في أسونسيون، في مدينة سان لورنزو.
منذ أواخر عام 2014، في المراكز الثقافية الباراغوية الأمريكانية CCPA، اندلعت أفلام مثل كوستا دولسي، علب فارغة، الفقر تحت الماءو سكر البرتقال، في مسرحه للأمريكتين، مع قدرة 300 مقعدا.
الأمانة الوطنية للثقافة لديها سينما في تياترو ديل بورتو، تمكين في مايو 2014، حيث اندلع خارج الميدان الوثائقي وأفلام روائية قصيرة لباز انسينا. هذه القاعة، تتكون من 200 مقعدا، فضلا عن CCPA، ستكمل شبكة الصالات لبرنامج ميركوسور السمعية البصرية.

## صناديق الدولة
بعد الدعم المالي لحكومة ألفريدو ستروستر، من خلال وزارة المالية، من أجل تحقيق سيرو كورا 1978_ الذي تقدر قيمته بنحو 600 ألف دولار الميزانية، ما يقرب من 2177000 في دولارات الصرف الحالية;- في العقود الثلاثة القادمة، وقد تم تمويل السينما الباراغوية اساسا بتمويل من المخرجين والمنتجين، والصناديق الأوروبية من خلال الإنتاج المشترك.
و للذكر، وقد تساهم الصندوق بالز هوبرت لمهرجان روتردام الدولي في إنتاج مختلف عمليات الإنتاج مثل: الأرجوحة الشبكية 2006، وتمارين الذاكرة لباز انسينا; يا صديق دونور (البرازيل_باراغوي، 2005)، لخوسيه ادوارد وألكازار; 18 سيجارة ونصف (2010، إنتاج مشترك لإسبانيا والمكسيك)، لمارسيلو تولس، الأرض الأخيرة لبابلو لامار; جزيري، لفيدريكو أدورنو; ومؤخرا التطور لسيناريو قتل ميت لهوغو جيمينز.
حتي عام 2015، تفتقر باراغوي معهد للسينما، وقانون للسينما، وقانون تشجيع سينمائي. لأكثر من عقد من الزمن، وأحدث الإنتاجات الوطنية التي حصلت علي دعم الدولة من خلال الصندوق الوطني للثقافة والفنون (FONDC) فوندك، التي أنشأت في 1998. هذا الكيان منح من خلال المكالمات العامة وحكم المجلس الثابت من أربعة أعضاء، وتصل إلي 20 ألف دولار للأفلام الخيالية أو الوثائقية.ما يقرب من 10000 دولارات للأفلام الروائية القصيرة وبالنسبة للفئة يتم تخصيص ما لا يقل عن 90 ألف دولارا، أي ما يعادل 10% من الميزانية العامة للوكالة في عام 2014، قدمت فوندك 156 ألف دولارا للإنتاج السمعي البصري.
تقدم أيضا الحكومة الباراغوية، من خلال الأمانة الوطنية للثقافة SNC، البرامج الإيبر ميديا ودوك تي في DocTV الأمريكية اللاتينية. سنويا، يوفر 100000 دولارا للإيبر ميديا، وفي المقابل يحصل علي منحة تصل إلي 600 ألف دولارا. في دوك تي في، توفؤ الدولة 20 ألف دولارا وتتلقي في المقابل 70 ألف دولارا.
أيضا تتلقي الأمانة الوطنية للثقافة، في كل عام، في الأعتبار، مشاريع سمعية بصرية في صناديقها الثقافية، ومنحوا 240 ألف دولارا. في 2014، لأول مرة، منحت الأمانة الوطنية للثقافة صندوق من 100 ألف دولارا، بناءا علي طلب من مجلس النواب، علي فيلم صرخات يوم الأثنين".
و قد استفاد العديد من المنتجات أيضا من المساهمات المباشرة الممنوحة من قبل المركز الثقافي للجمهورية كابيلدو، المؤتمر الوطني، كما كان الحال في مانجريه، الذي حصل في عام 2013 علي 200 ألف دولارا، إلي ميزانية تقدر ب 1,300,000 من الدولارات.
346 ألف دولارا اخرين يجب أن توفروا من قبل صندوق البلدية لتطوير السينما في أسونسيون (Fodecica)، الذي أنشأ في 2006، ونشط بعد مكالمتين. يمثل هذا الصندوق القطاع الذي يساهم 146 ألف دولارات، بالأضافة إلي ما يقدر ب 2000 ألف دولار)، تحية من دور السينما، 5% بواسطة 14 تذكرة. في عام 2015، تم تقديم مشروع من أجل تعديل el Fodecica ألفوديسيكا، وينشأ في مكانه لجنة سينمائية في أسونسيون.
إنتاجات مثل 7 صناديق، أرجوحة شبكية وقمر السيكادا وتقدر ميزانيتهم بحوالي 650 ألف دولارا .

## الإصدارات القادمة
عشرون مشروعا، في مراحل مختلفة، يتم الإعلان عنها منذ سنة 2015. ومن بين هؤلاء: أنجليتو ميغيل أغويرو (مرحلة ما بعد الإنتاج); مستشفي الفقراء لليليام ورافائيل خونست (ما بعد الإنتاج); كاريوكي بديعة ليتيسيا كورنيل، هوغو كاتالدو بارودي، ريتشارد كارياجا، مارتين كريسبو، جيروم بومان ولويس أ.أغيري (ما بعد الإنتاج) ; أنا، أمرأة واحدة لليتيسيا كورونيل (ما بعد الإنتاج); غواراني للويس زوراكين (أرجنتيني) (ما بعدالإنتاج); يسييري لوتشو مالدونادو (لوكي، ما بعد الإنتاج).
لا تزال قائمة مع: أرض بلا شر لجابريل مورو (أرجنتيني) (مرحلة ما بعد الإنتاج); تشيبريتا لهوغو كاتالدو بارودي (ما بعد الإنتاج)، كاميستا بيتا اريبا غودوي (كورونيل أفييدو، مرحلة ما بعد الإنتاج); باراغوي. مخدارات وموز لخوان مانويل ساليناس (وثائقي، ما بعد الإنتاج); روا لكدانييلا كانديا (وثائقي، ما بعد الإنتاج); كارثة نووية لرامون رامو (بيلار، إطلاق نار); صرخات يوم الأثثنين لهيكتور رودريجز (الرئيس فرانكو، إطلاق النار); مانجوريه للويس ر.فيرا (شيلي) (ما بعد الإنتاج); طوبي للحزاني لمرسيلو تورسيدا (ما بعد الإنتاج); بدون الخطيئة/لا مخرج لهيكتور إتشافاريا (أرجنتيني) (ما بعد الإنتاج).
عناوين أخري متوقعة هي: بنات جديدة في 24 ساعة لمابل لوزانو (وثائقي); الرعد لماربو جويا (مرحلة ما قبل الإنتاج); تمارين الذاكرة لباز انسينا (ما بعد الإنتاج); الورثة لمارسيلو مارتينسي (ما قبل الإنتاج); الجزيري لفيدريكو أدورندو (ما قبل الإنتاج); تاريخ غير مرئي لأرمي يون (تطوير السيناريو); الباحثون لخوان كارلوس مانجيليا وتانا سشمبوري (تطوير السيناريو); المشيعون لأرنالدو أندريه (تطوير السيناريو); قتل الموت لهوغو جيمينز (تطوير السيناريو); الفيزياء الرابع وترينيداد لسيرجيو كولمان ميكسنر واندريا غاندولفو (كلاهما في تطوير).
و يتم حفظ العرض الأول لبركورون تونشي ألتينزا (بوليفيا، ما بعد الإنتاج).

## الأفلام الروائية الطويلة الخيالية
```
الإنتاج الباراغوي
سنة فيلم مخرج تنسيق الوقت 
1978 سيرو كورا غيرمو فيرا دياز 100م. 35مم 
1989  سر السيدة هوغو غامارا  90م.
1996  مرور الحياة كارلوس بينيجاس 60م. 
2002  ماريا اكسوبار جاليا جيمينيز  90م.
2002   ميرامينو ميتوكي انريكي كويار  90م. رقمي
2005   تعلق   اوغستو نيتو ورافاييل كوهان 90م. رقمي
2006   كاريميا    راي ارميلي     80م.
2007     حالة الغموض   رامون رامو سالسيدو  
2008     شتاء غونتر    جاليا جيمينز        90م.
2008         مينوتور        لويس أ.أغيري
2008         
انعكاس
       غوستافو دلغادو
2008         اكوستا نو (بيلار)        رامون رامو سالسيدو
2008                 هدية من صوفيا          ليتيسيا كورونيل وهوغو كاتالدو بارودي
2008                 خطأ مطبعي              نيلفي فيرا وأراغون
2009                 قصص كوروبايني  (بيلار)    رامون رامو سالسيدو 
2010                 الكون منديل            لويس أ. أغيري               110م.
2010                 التاسع                 أنريكي كويار                96م.
2010                 فيليبي كاناستو         داريو كاردونا 
2010                 الأسبوع العاصمة         هوغو كاتالدو بارودي
2011                 تشي بيكاسومي           إرميز مدينه فالينتي
2011                 1811، الخصلات من غلوريا رامون روما ساليدو                              
                      (بيلار)    
2012                 الروابط                 خوسيه ماريا دافالوس 
2012                
الحرية
               غوستافو دلغادو
2012                 الصداع النصفي/الحب      مارتين كريسبو             60م. 
2012                  7 صناديق               خوان كارلوس مانجليا  
                                             وتانا سشمبوري            100م.   رقمي.
2013                  نهاية الخط             غوستافو دلغادو            70م.
2013                  التذكرة                نيلفي فيرا وأراغون       85م.
2013                  سكر البرتقال           جاليا جيمينز 
2014                  العلب الفارغة          هريب غودوي                72م.   رقمي             
                     (كورونيل أوفييدو) 
2014                  قمر السيغادا           خورخي دياز دي بيدويا      92م.   رقمي
2015                  طوبي للحزاني           مارسيلو تورسيدا           93م.   رقمي 
2015                  لاشيباريتي              هوجو كاتالدو بارودي       65م.   رقمي
```

```
                                   الإنتاجات المشتركة
```

```
 سنة              فيلم                   مخرج                           دول
1937              باراغوي، أرض الوعد      خميس باور                     الأرجنتين
1955              جشع الرعد              كاترانو كاتراني               الأرجنتين
1956              بين أوراق الشجر        ارماندو بو                    الأرجنتين
1959              في الطريق              ألبرتو دوبيوس                 الأرجنتين
1959              الدم والبذرة          ألبرتو دوبيوس                 الأرجنتين
1962              بورايتا دي يباكاري     ارماندو بو                    الأرجنتين
1977              حبيب زوجتي             ألبرتو بيبراليسي              البرازيل
1979              يا للتساوي الأخير        توني فييرا                   البرازيل                 
                     للحرب كافايا 
1981              كافتينا منيناس بيرخنس  أجينور ألفيس، جيريوم           البرازيل
                                              فييرا دياز
              
1994              ميس أميريجا            لويس ر.فييرا                  السويد، شيلي
1998              لمسة المزمار           كلاويديوماك دويل               البرازيل
2001              السلطة، السلطة الحلوة   انريكي كويار                  الأرجنتين
2004              دراسة من أجل مقعد      اوخنيا بلانك،                  الأرجنتين
                      باراغوي            ليادادانسكر و
                                         وألخاندرو ناكانو 
2005             يا صديق دوندور          خوسيه ادواردو ألكازار         البرازيل
2006            ارجوحة شبكية             باز انسينا                    الأرجنتين، فرنسا و 
                                                                               هولندا
2008             وراء الشمس_الأكثر        غاستون غولارت                  الأرجنتين                   
                   سماءً                                                                      
2010             18 سيجارة ونصف         مارسيلو تولسس                 إسبانيا، المكسيك
2013             قراءة من قبل جوستينو    أرنالدو اندريه                الأرجنتين
2013             ملكة باراغوي            ألان خلسينان                   ايرلندا
2013             كوستا دولسي             انريكي كويار                  هولندا
2015             بوكوريه                 تونشي أنتيزانا                بوليفيا، باراغوي
2015             مانجوريه، لأجل الفن       لويس ر.فيرا                   باراغوي، الأرجنتين
```

## الأفلام الروائية الطويلة الوثائقية
```
                                 الإنتاج الباراغوي
```

```
سنة                         فيلم                               مخرج
```

```
1983                       الج إلي كاكوبيه                    هوغو جامارا
1998                        بوابة الأحلام                       هوغو جامارا
2000                       القرن الذي سوف                     مانويل كونكا
2004                       ريتشس_لينكس  (اليمين-اليسار)         اوغستو نيتو ورافائيل كوهان
2005                       
الرماد
                             فرجينيا فيريدا وادواردو مورا
2005                       الرقصة الرباعية، مجالات الحرب       مانويل كوينكا
2006                       أرض حمراء                          راميرو غوميز
2007                       مهنة سيزو                          هوغو جامارا
2007                       سيادة انتهاك                       مالو فاسكيز وارتور بينيا
2008                       كامبا كوا                          ميغيل أغويرو
2008                       كامبوشي                            ميغيل أوغويرو
2008                       
فرانكفورت
                          راميو غوميز
2008                       باراغوي كانت خبر                   ريكاردو ألغايز
2008                       ذكريات الرقص_السلائف                خوانا ميراندا
2009                       الخام                              انريكي كويار   
2009                       سيركو لوبي                         ميغيل أوغويرو
2010                       تيكوتا: الطريقة الأصيلة من كونها     هوغو جامارا
2010                       أيدي هذه الأرض                      ميغيل أغويرو
2011                       قطار باراغوي                       موريسيو بال بانتي       
2011                       ميركادوكوتروبا: ريكابا ريتوباتا     صوفيا باولي ثورن
2012                       ريبولبير في تشاكا                  لويس أ.غيري
2012                       الوجع في ناكونداي                  مانويل كوينا
2012                       تافا غوراني                        لوكاس كيسي، لوسيا مارتن وماريا                                
                                                                         فيلتشيز
2013                       المسافات من جاو                    نيكولاس غرناطة
2014                       من حفلة في حفلة                    يساني جيات
2014                       باراغوي داونيل                     رودريجو الفارينجو 
2014                       خارج المجال                        هوغو جامارا
2014                       فقر تحت الماء                      سيباستيان ورونيل
2015                       روا                                دانيلا كانديا
2016                       باراغوي، مخدرات وموز               خوان مانويل ساليناس
```

```
                                الإنتاجات المشتركة
```

```
سنة                 فيلم                          مخرج                   دول
```

```
2005                كانديدو لوبز-مجالات المعركة    خوسيه لويس غارسيه      الأرجنتين
2008                كوكوكيه.عمل، تنظيم وكفاح      جيروم كوهين، ميريام باز الأرجنتين
2009                باراغوي أرضي المنسية          بيلبيه كلاوده وبالريا   فرنسا
                                                       دوس سانتوس 
2010                سكينة خشبية                   رينات كوستا             إسبانيا
2010                الأرض بلا شر                    ريكالي ميراندا          فرنسا، إيطاليا
2011                سانتو غيتار: قصة رائعة من      كارلوس سالسيدو         الولايات المتحدة                                        
                    أوجستين باريوس مانجوريه        سنتوريون                     الأمريكية
2013                الأمل                           انريكي كاربايدو و       فرنسا
                                                    سيلفي مورياكوس
2014               الطقس غائم                     ارامي ميراندا           سويد
2014               دراما في 3 فصول                ريكالي ميراندا          فرنسا، إيطاليا
2015               بنات جديدة 24 ساعة             مابيل لوزانو            أرجنتين، كولومبيا
                                                                          ، بيرو وإسبانيا
```

## المشروعات المعلنة
```
                                إنتاجات 2015_2017
```

```
فيلم                     مخرج                     دول                      مرحلة
```

```
ايس كريم لذيذ           جاليا جيميز               باراغوي                  
تصوير سينمائي
 
الفصل النهائي هتلر      كلاوديا باتريسيا           باراغوي وفنزويلا         
تصوير سينمائي

                          سيمبرون
صيحات يوم الأثنين        هيكتور رودريجيز           باراغوي  (الرئيس فرانكو)   
تصوير سينمائي

كارثة نووية             رامون راماو سالسيدو       باراغوي  (بيلار)            
تصوير سينمائي

لا تحكم علي اسمي         مونيكا إسماعيل            باراغوي                  
مرحلة ما بعد الإنتاج

كاديت أصفر، ابني         بارتيسيا اجوايو رويجي     باراغوي                  
مرحلة ما بعد الإنتاج

مستشفي الفقراء          ليليام غونست ورافائيل    باراغوي                  
مرحلة ما بعد الإنتاج

                          جونسنت  
قصة غامضة لأنسلمو        فيدال غونزاليس            باراغوي                  
مرحلة ما بعد الإنتاج

                          (فيداليستيكو)
كاريوكي اسكسيتو         ليتيسيا كورونيل، هوغو      باراغوي                  
مرحلة ما بعد الإنتاج

                        كاتالدو، ريتشارد كارباجا، 
                        مارتين كرسبو، فرونيمو لومان
                        ولويس أ.اجيورا
أنا، أمرأة واحدة         ليتيسا كورونيل            باراغوي                  
مرحلة ما بعد الإنتاج

غواراني                 لويس زوراكين             الأرجنتين وباراغوي        
مرحلة ما بعد الإنتاج
   
الألم في صمت             خورخي اسكورا              باراغوي  (سيوداد ديل       
مرحلة ما بعد الإنتاج
 
                                                    ستي)  
تمارين الذاكرة          باز أنسينا                باراغوي والأرجنتين       
مرحلة ما بعد الإنتاج

اختطاف                  فرانسيسكو كامبو سانو      باراغوي  (إنكارناثيون)     
مرحلة ما بعد الإنتاج

الأرض الأخيرة             بابلو لامار                باراغوي، فرنسا، هولندا و   
مرحلة ما بعد الإنتاج

                                                    البرازيل) 
بدون خروج، لا مخرج        هيكتور إشاباريا           باراغوي و                
مرحلة ما بعد الإنتاج
 
                                                  الولايات المتحدة 
وشم الحب                سيرجيو ماركس              الولايات المتحدة          مرحلة ما قبل الإنتاج
مابل                    دانيل ميلاسي اركوندو       باراغوي                  مرحلة ما قبل الإنتاج
كتلة مظلمة              ريجو مازاكوتا             باراغوي                  مرحلة ما قبل الإنتاج

الرعد
                   ماريو جويا                باراغوي                  مرحلة ما قبل الإنتاج
دولشينيا                ريناتا كوستا              باراغوي                  مرحلة ما قبل الإنتاج
الورثة                  مالاسيلو مارتينسي          باراغوي                  مرحلة ما قبل الإنتاج
الجزيري                 فيدريكو ادورنو            باراغوي                  مرحلة ما قبل الإنتاج
الباحثون                خوان كارلوس مانجيليا و    باراغوي                  مرحلة ما قبل الإنتاج
                            تانا سشمبوري
المشيعون                ارنالدو اندريه            باراغوي والأرجنتين       مرحلة ما قبل الإنتاج
مخطوطه عليا             خورخي دياز دا بيدويا      باراغوي                  مرحلة ما قبل الإنتاج
باكا  (أزرق)              راميرو جوميز              باراغوي                  مرحلة ما قبل الإنتاج
واليوم الثالث          أوزفالو أورتيز فايمن      باراغوي                  تطوير السيناريو
قتل الموت               هوغو جيميز                باراغوي وهولندا         تطوير السيناريو
الأرض تحترق              مانويل كونكا              باراغوي                  تطوير السيناريو
                    هيريب جودوي               باراغوي                  تطوير السيناريو
                    سرخيو مونتيل              باراغوي                  تطوير السيناريو
                    لويس أ.أغيري              باراغوي                  تطوير السيناريو
```

## جرد الإنتاجات السمعية البصرية

### تليفيلمز والرسائل الجامعية وفن الفيديو
- جين حتي الأشمئزاز (1968)، لريكاردو ميجليوريسي وبرناردو كراسنيانسكي، فن الفيديو، 90م.
- ماريا باكوري (2006)، لسيرجيو ماركوس، موسيقي تليفزيونية.
- جي-90 (2009)، لخورخي اسكورا، تليفزيون كاغواز، 63م.
- برايان ماجدالينو-الفيلم (2013)، لأنريكي بافون.
- هذا الشئ يسمي الحب (2012)، لأوغستين نونيز، أداء نهائي لأطروحة سباق الاستوديو.
- اليوم8 (2013)، لأوغستين نونيز، الأداء النهائي لأطروحة سباق الاستوديو.
- أوقات الصليبين (2014)، لأوغستين نونيز، الأداء النهائي لأطروحة سباق الاستوديو.
- وفاة في جنازة (2013)، لجبريوم لومان، الأداء النهائي لأطروحة سباق الاستوديو.

### المشاريع الغير مكتملة والغير منشورة
- باراغوي، أرض الميعاد (1937)، لجيمس باور، إنتاج مشترك مع الأرجنتين، الذي لم يكتمل.
- بوكورون (1985)، لغييرمو فيرا دياز، لم يكتمل.
- زاما (1985)، لنيكولا ساركيس، الأرجنتين، لم يكتمل.
- والشمس... سوف تشرق غدا، (2007)، لأريك زينا (لم يكتمل).
- البراءة المفقودة (2007)، لغوستافو أليندا، لم يكتمل.
- تو مومبو (2007)، ميخيل اتش. لوبيز، لم يكتمل.
- تحرير ويلي (2008)، لخورجي بيتتينخلي، لم يكتمل.
- يتصور باتريا- يوم الحفل (2010)، لمارسيلو مارتينسي، مسابقة دولية لأول فيلم روائي طويل لألبا (البديل البوليفاري لأمريكا); لم يكتمل.
- كاميساتي بيتاي Kamiseta Pyta’i، لهريب غودوي وكورونيل أوفييدو، غير منشورة.

### الأفلام الروائية الطويلة الباراغوية والإنتاجات المشتركة علي دي في دي
- سيرو كورا (1978)، لغييرمو دياز، 100 م.
- الرعد بين أوراق الشجر (1956، مع الأرجنتين)، لأرماندو بر، 95 م.
- لا بوريتا دا يباكاراي (1962، مع الأرجنتين)، لأرماندو بو، 95 م.
- بوابة الأحلام (1998)، لهوغو جامارا، 90 م.
- مهنة سينرو (2007)، لهوغو جامارا.
- منتوتور (2008)، للويس أ.أغيري.
- تيتيوتا: الطريقة الأصلية من كونها (2010)، لهوغو جامارا.
- تشي بيكاسومي (2011)، لإرميز مدينه فالينتي.
- باراغوي رييال مدريد والمتخيل (2011)، لمارسيلو مارتينيسي.
- أعيش في تاكومبو (2011)، لروفولبير.
- دومينيك دوبوسك في باراغوي (2013)، لدومينيك دوبوسك.
- من حفلة في حفلة (2014)، ليساني جايت.

### الأفلام الوثائقية متوسطة الطول
- القرية (1969)، لكارلوس ساغير، 43 م.
- إرادة الشعب (1977)، لغييرمو فيرا دياز، 45 م.
- والتنظير والبحث في الطب (1986)، لخوان كارلوس ما نيجليا.
- الحد في باراغوي (1987)، لهوغو جامارا، 54 م.
- عملية التغير (1988)، لمانويل كونينا وإدوين برتيز، 40 م.
- لوس يسهير دا كارشا فالوت Los yshyr de Karchavalut (1997)، لمانويل كونكا وإدوين برتيز، 30 م.
- إستيغاريبيا: العسكري والرئيس (1998)، لمانويل كونكا، 30 م.
- خوان كارلوس مانيجليا: استعدادي (1999)، لتانا سشمبوري، 35 م.
- شاكو الكبري (2002)، لخافيير تروبيا (إسبانيا)، 30 م.
- إنجاي، الرحمة الحقيقية (2005/2008)، لخوسيه أنتونيو إليزيشا، 45 م.
- خوان كارول مورينو-بساطة كبيرة (2006) لرودولفو غوميز مورينو، 30 م.
- الباراغوين (2006)، لمارسيلو مارتينسي، 54 م.
- باراغوي طبقا لأوجستين باريوس، 54 م.
- فيرياتو (2007)، لسلفانا رييال، 39 م.
- هيئة الأرض. الجنود والأطفال لباراغوي (2008)، 45 م ل[www.serpajpy.org.py Serpaj Paraguay].
- قصة صغيرة كبيرة ليميتاري شوري (2009) La pequeña gran historia de Mita'i Churi، لردولفو غوميز، 30 م.
- أوقات يوتوبيا (2009)، لغريغوريو لوبيز جرينو، 52 م.
- خامينيس للروح: روح شيكيتونجا (2009) Jazmines del alma: La vida de Chiquitunga، لخوان كارلوس مانيجليا، 40 م.
- قصة قصيرة كبيرة ليميتاري شوري (2009) La pequeña gran historia de Mita’i Churi، لردولفو غوميز، 30 م.
- صمت الغزو (2010)، لاميليو سانابريا; CLIP، الإصدار الجماعي للإعلام والإنتاج، 43 م.
- علي الأرض (2010)، لمالوفا سكيز; CLIP الإصدار الجماعي للإعلام والإنتاج، 43 م.
- أسطح المنازل التي تسطع (2011)، لخوسيه ف.بوجادو، 45 م.
- تردد ليقول قصتنا (2011)، لراي أرميليا، 40 م.
- أوفيرافا (2012)، لماور يسو رييال بانتي، 52 م.
- ديسالميدونار الجنون (2012)Desalmidonar los Párpados، لديا بومبا، 34 م.
- نقاط تعليق (2012)، لخوسيه ماريا دافالوس، 41 م.
- ثلاثة: موضوع الثلاثة (2013)، لهيرنان ميلفاريخو.
- وراء كوروجواتي (2013)، لدانيلا كانديا، 30 م.
- بيتيكي بيتيكي، الأصوات والتاريخ (2014، دي في دي)، لريكاردو أكينو بولانيوس، 40 م.
- متسامح (2014، IPAC)، لرايسا عيد، 30 م.
- الأمهات العازبات من باراغوي (2014، علي الإنترنت)، لإدغار سانتاندر، 52 م.

### الأفلام الخيالية متوسطة الطول
- مارسيلينا (1984، تليفزيون القناة 13)، لهوغو جامارا، 45 م.
- حنون (1986)، لمانويل كونيكا، 36 م.
- حالة لويس (1987، تليفزيون)، لرينالدو مارتينيز ومارسيال رويز دياز، 30 م.
- المجاري (1987)، لمارلين مارسيل، 30 م.
- راسموديل-بوسيتو ارجو منتال (1987)، لخورخي أليمار، هوغو ديارتي ومونشو أزوانا، 55 م.
- السكين (1994، كونسيبسيون، في إتش إس، كبل التليفزيون)، لسوزان شمبوري، 45 م.
- النوارس لا يتحدثون اللغة الإنجليزية (1996)، لجاليا جيمينيز، 33 م.
- أشبال (معركة بوكورون) (1997)، لمانويل كوينكا، 33 م.
- كمين، معسكر اعتقال (1997)، لمانويل كوينكا، 30 م.
- كايرالس الدم، 23 أكتوبر1931 (1997)، لمانويل كوينكا، 30 م.
- فيلا كوييو (2000)، لخوان كارلوس مانجيليا وتانا سشمبوري، 45 م.
- قرار نورا (2000)، لخوان كارلوس ما نجيليا وتانا سشمبويري، 30 م.
- واحد ونصف (2001)، استيبان أغيري ولويس أ.أغيري، 33 م.
- المبيضات (2003)، لخوان كارلوس مانجيليا وتانا سشمبوري، 55 م.
- غير شفاف (2006)، لمارتن كريسبو، 35 م.
- صامت (2007)، لماوريسيو رييال بانتي، 39 م.
- جزر سرية (2007)، لخافيير فالديز، 30 م.
- دون أن يقول أحبك (2007)، لفيدريكو أدورنو، 37 م.
- المرج (2008، فيديدودانزا)، لخافيير فالديز، 30 م.
- نار (2009)، لسيرجيو ماركوس)، 30 م.
- ألتقيت بها في الشارع (2011)، لكريستينا كيم، 41 م.
- الطريق إلي الأحلام (2013، لوكيه)، لخوان أنطونيو لزكانو، 31 م.
- كونيا بيتي ديمونيو (2013)، لماريا خوسيه سوتيلو.
- البيدق (2014، قناة 13)، لماريوجويا، 44 م.
- روهايهو (2014، تليفزيون باراغويTVHD)، لهوغو كاتالدو بارودي.
- خمسة أيام (2014)، لداينال الفارينغا وإدواردوسوبلديا.
- أنجليتو (2015)، لميغيل اجويرو، 43 م.

### الأفلام الوثائقية متوسطة الطول ذات الإنتاج المشترك
- الطريق إلي ماتو غروسو (1987، الأرجنتين)، تليفزيون ارتيار، 40 م.
- دون بوليكاربو &|: يسافر مع العرائس (2009، كندا)، لنيكولاس جولينو، 43 م.
- خوبي، كل ذلك معا (2009، البرازيل)، لميغيل فاسي، 51 م.

### الأفلام الوثائقية القصيرة ذات الإنتاج المشترك
- ثورة 1922، (1922، الأرجنتين)، لفيسنتي لسكاجليوني.
- مقاومة (2012، فلندا، دنمارك)، لرينات كوستا وصالي صوري، 20 م.

### الإنتاجات الأجنبية المصورة في باراغوي
- السوق المركزي، سوق جاوزو (1905، وثائقي قصير)، لأرنستو جونشا (أرجنتيني)، 5 م.
- معالي رئيس الجمهورية الدكتور سيسيليو باز، يرافقه وزير الحرب، الجنرال. بنيجنو فيريرا (1905، وثائقي قصير)، لأرنستو جونشا (أرجنتيني)، 5 م.
- نقل السيدة العذراء من الكنيسة إلي بيت خاص (1905، وثائقي قصير)، لأرنستو جونشا (أرجنتيني)، 5 م.
- وزارة موكب حريق عسكري تحت قيادة غونزاليس، التي تبدو أن الكثير من الناس يعرفونها (1905، وثائقي قصير)، لأرنستو جونشا (أرجنتيني)، 5 م.
- اللغات، أول قبيلة منصر من شاكو (1917، وثائقي قصير)، بعثة ويلفريد باربروكيه غروب (بريطانيا العظمي).
- بغل باراغوي/A والبغال à ترافرز ليه براغوي (1917، وثائقي قصير)، لروبرت دي وافرين (فرنسا)، 10 م.
- الهنود من منطقة غران تشاكو (1922، وثائقي قصير)، لهانز كريج (ألمانيا)، 15 م.
- بعثة باراغوي (1922، وثائقي قصير)، لهانز كريج (ألمانيا)، 10 م.
- الأتحاد الإفريقي دوسودا في قلب أمريكية الجنوبية المجهول (4/1922، وثائقي قصير)، لروبرت دي وافرين (فرنسا).
- بين السحرة الهنود (4/1922، وثائقي قصير)، لروبرت دي وافرين (فرنسا) .
- شلالات اجوازو (4/1922، وثائقي قصير)، لروبرت دي وافرين (فرنسا) .
- أمريكا الغربية (4/1922، وثائقي قصير)، لوبرت دي وافرين (فرنسا) .
- لو باراغوي// وباراغوي (4/1922، وثائقي قصير)، لوبرت دي وافرين (فرنسا) .
- مزارع قصب السكر في الأرجنتين الشمالية الغربية (4/1922، وثائقي قصير)، لروبرت دي وافرين (فرنسا) .
- القبائل البرية (1923، وثائقي قصير)، لاميليو بيروتزي، أرجنتيني .
- ليه اندنيس دو غراند شاكو/هنود غران شاكو (1925، وثائقي قصير)، لروبرت دي وافرين (فرنسا) .
- في جحيم الشاكو (1932، وثائقي)، لروكي فونيس، الأرجنتين، 52 م.
- في أرض غونا (1934، وثائقي)، للوميتون السينمائية الأرجنتينية.
- المؤتمر الوطني الأول القرباني الباراغوي (1937)، الأرجنتين، 11 م.
- جنوب أمريكا الثقافية: باراغوي (1945، وثائقي قصير)، لجوليان بريان، الولايات المتحدة الأمريكية، 17 م.
- باراغوي: الحدود الجديدة/ باراغوي: الحدود الجديدة (1958، وثائقي قصير)، لويلارد هان/ الأكاديمي أرشيف الأفلام في أمريكا الشمالية، الولايات المتحدة الأمريكية، 16 م .
- ألتو بارانا (1958)، لكترانو كاتراني، أرجنتين، 101 دقيقة .
- الهند (1960)، لارماندو بو، أرجنتين، 90 م .
- باراغوي، في قلب أمريكا (1961، وثائقي قصير)، لارنستو جيمينز كابالسيرو، إسبانيا .
- فئران أمريكا/الضحي (1962)، لجان غابريل البيكوككو، إيطاليا-فرنسا، 94 م .
- كانت بلدي صيفا (1969)، لادواردو كالكاغنو، الأرجنتين، 80 م.
- النشوة الأستوائية (1970)، لارماندو بو، الأرجنتين، 90 م .
- ام برازيل مختلفة (1978، وثائقي قصير)، لسيلفيو باك، البرازيل، 17 م.
- يا محب مينها مولهير (1978)، لألبرتو بيراليسي، البرازيل، 94 م.
- مونريكر (1979)، للويس جيلبرت، بريطانيا-فرنسا، 126 م.
- جمهورية غواراني (1979، روائي متوسط)، لسيلفيو باك، البرازيل .
- وبانتيرا نوا (1979)، للويس دي ميراندا كوريه، البرازيل، 102 م .
- سيت كيداس (1980، وثائقي قصير)، لسيلفيو باك، البرازيل، 10 م .
- جمهورية غواراني (1981)، لسيلفيو باك، البرازيل، 10 م.
- نويتس باراغويسس (1982)، لاويسيو رايولينو، البرازيل.
- توباسي كاكوبيه-سينديرو للأمل (1982)، لخوسيه مانويل غومير ومينديز، إسبانيا.
- رذائل المرأة (1982)، لخوسيه رامون ريجيورال، إسبانيا، 85 م .
- زاما (1985، لم تنتهي)، لنيكولاس ساركيس، الأرجنتين.
- البعثة/البعثة (1986)، لرولاند جوفي، الولايات المتحدة الأمريكية، 125 م .
- قصر تدرب باكوم ليه للمؤلفين (1987) Des trains pas comme les autres، لبرنارد دي بريخيون، فرنسا.
- الحب البرية/المفسدون (1987)، لتيو كوفمان، الأرجنتين، 90 م.
- حرب تفعل البرازيلGuerra do Brasil- كل شئ عن الحرب لقيام بارغوي (1997)، لسيلفيو باك، البرازيل، 104 م.
- لا باليانتا (1988)، للويس رودريجو، الأرجنتين، 95 م.
- في نيفرلاند (1992)، للويس ر.فيرا، شيلي، 75 م.
- ديسنكونتروس (1992)، لياندرو مانفريني، سويسرا.
- الرحلة (1992)، لفرناندو سولاناس، الأرجنتين.
- اوس ماتادوريس (1997)، لبيتو برانت، البرازيل، 90 م.
- حسن النويا (2002، تليفزيون وثائقي)، لجيف زيمباليست، الولايات المتحدة الأمريكية، 53 م.
- فنادق (2004)، لألدو باباريلا، الأرجنتين، 90 م.
- نائب ميامي (2006)، لمايكل مان، الولايات المتحدة الأمريكية، 134 م.
- تصور«نائب ميامي»، (2006، وثائقي قصير)، لتخاردوس جريدانوس، الولايات المتحدة الأمريكية، 15 م.
- ميامي وما بعده: تصوير علي الأرض (2006، وثائقي قصير)، لتخاردوس جريدانوس، الولايات المتحدة الأمريكية، 15 م.
- إنتاج أفلام كين ادم: مون ريكر (2006، وثائقي قصير)، لجون كورك، الولايات المتحدة الأمريكية، 15 م.
- في باراغوي (2008، وثائقي)، لروساس مك ألوس، الولايات المتحدة الأمريكية، 78 م.
- بارك الله باراغوي (2008)، لغريغوري سشيبارد، فرنسا، 80 م.
- الطفل سمك (2009)، لوسيا بونزو، الأرجنتين، 96 م.
- باراغوي، يمكننا أيضا (2009، وثائقي)، لكريستيان خوري، الأرجنتين.
- جنوب الحدود (2009، وثائقي)، لأوليفر ستون، الولايات المتحدة الأمريكية، 78 م.
- فينوتينتو-الفيلم (2009، وثائقي رياضي)، لمايكل نيو، فنزويلا، 104 م.
- أرض (2010)، لتوماسو كوترونيي، إيطاليا، 72 م.
- بعثة لأول مرة (2010)، لبوريس بافال كونن، الأرجنتين-هنولندا.
- مشروع الإقراض الصغير السينمائي (2011، وثائقي)، لراشيل كوك، الولايات المتحدة الأمريكية، 55 م.
- صمت الجسر (2011، وثائقي)، لأدواردو سشيامبرج، الأرجنتين، 94 م.
- لا ردوتا-تاريخ أرتيغاس (2011)، لسيزار شارلونا، أوراغوي-إسبانيا، 114 م.
- أشجار السنط (2011)، لبابلو غيورخللي، الأرجنتين، 82 م.
- *المركزالأول (2011، ووثائقي)، لباس كارجمان، الولايات المتحدة الأمريكية، 95 م.
- التي لا يمكن أختراقها (2012، وثائقي)، لدانييللي انكالكتيرا وفتوستا كاوتريني، الأرجنتين-فرنسا، 95 م .
- الديكاتورية البرلمانبة (2012، وثائقي قصير)، لمارتين سيسبيديس، الأرجنتين، 21 م.
- 2012- جهت داي ولت انتر2012 - Geht die Welt unter? (2012، تليفزيون وثائقي)، لهايكه بتنر، ألمانيا، 45 م.
- القبض علي صاحب المجد (2012، وثائقي قصير)، لأرماندا برتينس، الولايات المتحدة الأمريكية، 12 م.
- رامون ايالا (2013)، لماركو لوبيز، الأرجنتين، 66 م.
- وداعا وداعا لوغو (2013، وثائقي)، لميشيل فون تل، سويسرا.
- منيونياتس. عالم ممزق (2013، وثائقي قصير)، لأنريكي اورداندوز، إسبانيا، 7 م.
- من أعلي إلي أسفل (2014، وثائقي)، لخوان كارلوس كاراسكو، المكسيك .
- سعي الأبن (2014)، لدانيال غاليانو، الأرجنتين .
- المكعب متناسق (2014)، لبرادو ألغود وغراهام تونسلي، الولايات المتحدة الأمريكية، 84 م.
- باراغوي متذكرة (ذاكرة النسيان) (2014)، لدومينيك دودوسك، فرنسا، 89 م.
- غران تشاكو (2014)، للوكاس فان اسو، الأرجنتين، 67 م.
- ضد باراغوي (2014)، لفيدريكو سوسا، الأرجنتين، 75 م.
- داميانا كرييخي (2015)، لاليخاندرو فرنانديز موجان، الأرجنتين، 92 م.
- تابيررا (2015) Tesape'arã، لسوزانا اربيزو وهرني بلين، فرنسا- إسبانيا، 70 م.

### الإنتاجات الأجنبية المصورة في الخارج عن باراغوي
- سيلفيو بيتيروسي (1912، وثائقي قصير)، 2 دقيقة.
- العاصفة أكثر من جبال الأنديز (1935)، لكريستي كاباني، الولايات المتحدة الأمريكية، 82 م.
- للأسف شاكو (1935)، لكريستي كاباني، الولايات المتحدة الأمريكية، 82 م.
- حرب شاكو (الجحيم الأخضر) (1936)، للويس بازوبيري، بوليفيا، 38 م.
- يمزح مع مصير (1938)، لفرانك مكدونالد، الولايات المتحدة الأمريكية، 69 م.
- صاحب أفضل طالب (1944)، للوكاس دماريا، الأرجنتين، 114 م.
- لامينجوا دوا اله (1949)، لأرتورو رويز كاستيلو، إسبانيا، 93 م.
- الأنهار غامضة (1952)، لهوغو ديل كاريل، الأرجنتين، 85 م.
- مطار (1953)، للويس لوسيا، إسبانيا، 90 م.
- العطش/ ابن الأنسان/ شوفيرس الشاكو (1961)، للوكاس ديميرا، الأرجنتين_إسبانيا .
- عودة (1969)، لجيرمان بيكر، شيلي، 100 م.
- أرجنتيني حتي الموت (1971)، لفرناندو أيالا، الأرجنتين، 120 م.
- ويلي وينكا ومصنع الشيكولاتة (1971)، لميل ستيوارت، الولايات المتحدة الأمريكية، 100 م.
- الأولاد من البرازيل/ البنين من البرازيل (1978)، لفرانكلين ج.شافنير، بريطانيا- الولايات المتحدة الأمريكية، 125 م.
- القنصل الفخري/ القنصل الفخري (1983)، لجون ماكتري، بريطانيا، 104 م.
- الكوماندو منجل (1987)، لاندريا بياكي، فرنسا، 92 م.
- القمر أكثر من برادور (1988)، لبول مازورسكي، الولايات المتحدة الأمريكية، 103 م.
- الحصانة الدبلوماسية (1991)، لبيتر ماريس، الولايات المتحدة الأمريكية، 92 م.
- حرب رجل واحد/ حرب رجل واحد (1991، تليفزيون)، لسيرجيو توليدو)، بريطانيا، 100 م.
- مراقبي الطيور- لا تيرا دجلي بوميني روسي (2008)، لماركو بتشيس، إيطاليا-برازيل، 104 م.
- وقريبا الظلام (2010)، لماركوس إفرون، الولايات المتحدة الأمريكية-الأرجنتين وفرنسا، 91 م.
- فلوريس. النساء المهاجرة (2014)، لأليخاندروا مارينو، الأرجنتين، 26 م.

### الإنتاجات الأجنبية المصورة في الخارج عن السينمائيين الباراغويين
- يا البرازيلي جواو دي سوزا (1994)، لبوب تشوست، البرازيل.
- التهدئة تجلد (1979)، لهوغو جامارا، الولايات المتحدة الأمريكية.
- الرغبة بجماليون (1980)، لهوغو جامارا، الولايات المتحدة الأمريكية.
- الصورة الأولي والأخيرة (1998)، لانريكي كويار، الولايات المتحدة الأمريكية، 56 م.
- العذراء القذرة (1999)، لانريكي كويار، الولايات المتحدة، 12 م.
- الجيران غراباء (1999)، لتانا سشمبوري، الولايات المتحدة الأمريكية، 8 م.
- تماين الأسلوب (1999، ثلاثية قصيرة)، لخوان كارلوس مانجيليا، الولايات المتحدة الأمريكية.
- الفراش (2004)، لليتسيا كورونيل، كوبا، 6 م.
- المشيمة (2006)، لخواكين بالدوين، الولايات المتحدة الأمريكية، 1,27 م.
- ألفامورفوسيس (2006)، لخواكين بالدوين، الولايات المتحدة الأمريكية، 0,18 م.
- بابيرو فليكسيا، لخواكين بالدوين، الولايات المتحدة الأمريكية، 3 م.
- استعادة هيكتور (2007)، لديا بومبا، الولايات المتحدة الأمريكية، 25 م.
- ألفودو سيباستيان (2008)، لخواكين بالدوين، الولايات المتحدة الأمريكية، 4 م.
- طاحونة المزارع (2010)، لخواكين بالدوين، الولايات المتحدة الأمريكية، 5 م.
- الصمت (2010)، لهوغو كاتالدو بارودي، نيويورك، الولايات المتحدة الأمريكية، 1,27 م.
- ماكياج الصباح (2010)، لهوغو كاتالدو بارودي، نيويورك، الولايات المتحدة الأمريكية، 2,54 م.
- قليل من السكر (2010)، لهوغو كاتالدو بارودي، نيويورك، الولايات المتحدة الأمريكية، 2,31 م.
- اليوم (2011)، لهوغو كاتالدو بارودي، نيويورك، الولايات المتحدة الأمريكية، 2,50 م.
- بداية، الطبق الرئيسي، الحلوي (2010)، لهوغو كاتالدو بارودي، نيويورك، الولايات المتحدة الأمريكية، 3 م.
- المفتش سانشيز (2011)، لسرجيو ماركوس، الولايات المتحدة الأمريكية، 11 م.
- وقال انه يجب ان يموت (2011)، لأوزوالد جسشلنيسر، الولايات المتحدة الأمريكية، 5 م.

### الأفلام التي شملت السفر لباراغوي
- كارونيروس (2007)، لمارتينا روب، البرازيل، 52 م.
- الطريق الطويل الشمالي (2008)، لإيان هينكل، كندا-الولايات المتحدة الأمريكية، 93 م.
- سفاري الأمريكية (2012)، لجوناتان بلاشكس، أليكس جونز وكوبا سولتيسياك، الولايات المتحدة، 48 م.
- روتز: جيل السفر العالمي (2013)، لأنطونيو كايتانو فاريا، البرتغال، 75 م.

### سلسلة مصغرة (خيال ووثائقي)_ إنتاج باراغوي
- شارع ماغدالينا (1980، تليفزيون سيرو كورا)، لسيلفيو مارتينيز/ 5 فصول.
- عزيزي الطبيب (1981، قناة 13)، لارنالدو أندريه.
- سر السيدة (1989، تليفزيون سيرو كورا)، لهوغو جامارا، 3 فصول.
- النزاع (1990)، لأوغستين نونيز، 4 فصول.
- نهر من النار (1991، قناة 13)، لارنالدو أندريه.
- الزيارة (1992)، لروديغو كامبوس سيرفيراو لويس اركوككس.
- الحقيقة المخفية (1993)، لراي ارميلا، 20 فصل.
- ظلام في الليل، لدينا أشباح (1993)، لكلوتيلد كابرال.
- مدرسة البنات (2003)، لنعومي غوميز.
- غونزاليس مقابل بونيتي (2005، تليفوتورو)، لخوان كارلوس مانجيليا وتانا سشمبوري، 12 فصل.
- جي في سي بي GvsB: الأنتقام (2005، تليفوتورو)، لخوان كارلوس مانجيليا وتانا سشمبوري، 12 فصل.
- انيمو خوان (2005، تليفوتورو)، لأوسكار ماريسكا.
- لا شوري (2006، قناة 13)، لخوان كارلوس مانجيليا وتانا سشمبوري.
- مجالسة الكبار (2008، قناة 13)، لنيستور أماريلا.
- أبي القلب (2008، تليفوتورو)، لروبين جيربازي.
- ألف يحب (2009، تليفوتورو)، لروبين جيربازي.
- لا دونيا (2010، تليفوتورو)، لفيكتور ستيلا، 180 فصل.
- إرث قابيل (2010، قناة واحدة)، لأوغستين نونيز، 12 فصل.
- فتاة التابا (2012-2013، قناة 13)La Chica de la Tapa، لميلتون فياغرا.
- سانتا كومبيا (2014، تليفوتورو).

### سلاسل أجنبية مع حلقات مصورة في باراغوي
- Whicker's World، حلقة: أخر دكتاتور-Alan Whicker in Stroessner's Paraguay (1970)، لألان ويكر Alan Whicker، بريطانيا، 55 م.
- بوليفيا في القرن 20، حرب الشاكو (1992)، لكارلوس ميسا، بوليفيا، 97 م.
- حياة المقترض (2000، تلينوبيلا)، للويس باريوس، بيرو-فنزويلا.
- نائب دليل السفر (2006، وثائقي)، لإدي موريتي وشين سميت، كندا.
- شئ فعل (من خلال تاريخ الأرجنتين)، حلقة: الرسل من التجارة الحرة (2006)، لماريو بيرجوليني وفليبي بيجنا، الأرجنتين، 53 م.
- مدار الجدي (2008)، لبي بي سي، لسيباستيان أرايا، شيلي-الأرجنتين.
- السباق المذهل، حلقة: تذوق سلامي لديك (2012)، الولايات المتحدة الأمريكية.
- السباق المذهل، حلقة: (2012)Bust Me Right in the Head with It، الولايات المتحدة الأمريكية.
- منازل متطرفة، حلقة: تشويق، قرنة والأرجوحة (2012، وثائقي)، الولايات المتحدة الأمريكية.
- حرب جاوسو (2012، تليفزيون الأرجنتين العامة)، لأليخاندرو فرنانديز موخان وبابلو رييرو، 4 فصول.
- غير منظورة (2014)، لسيبستيان أرايا، شيلي-الأرجنتين.

### أفلام مسندة لسيناريوهات أوغستو روا باستوس
الكاتب الباراغوي أوغستو روا باستوس (1917-2005)، الحائز علي جائزة ثيربانتس 1989 عن روايته (أنا)، العليا، وكان هاوي عظيم للسينما، أصبحت 17 من مؤلفاته أفلام روائية.
- الرعد بين أوراق الشجر (1958)، لأرماندو بر. إنتاج مشترك بين الأرجنتين وباراغوي. مقتبس من قصته ابنة الوزير.
- صاباليروس (1959)، لأرماندو بو، إنتاج أرجنتيني. فكرة أصلية.
- الدم والبذور (1959)، لألبيرتو دو بويس. إنتاج الأرجنتين وباراغوي. فكرة أصلية.
- شونكو (1960)، لتارو موروا. إنتاج أرجنتيني. مقتبس من رواية جورج و.أبالوس.
- الأسم المستعار جارديليتو (1961)، لتارو موروا. إنتاج أرجنتيني. مقتبس من القصة توريبيو توريس، الأسم المستعار جارديليتو، لبرناردو كوردون.
- العطش/ابن الإنسان/ شوفيريس شاكو (1961)، للوكاس ديميرا. إنتاج أرجنتيني-إسباني. مقتبس من حلقة من روايته ابن الإنسان.
- الطابق الأخير (1962)، لداينال تشيرنيافسكي. إنتاج أرجنتيني. مقتبس من رواية جورج ماسسيانجولي. مع توماس ألوي مارتينز.
- الإرهابي (1962)، لدانيال تشيرنيافسكي. إنتاج أرجنتيني. فكرة أصلية. مع توماس ألوي مارتينز.
- الشيطان في الدم (1963)، لرينيه موهيكا. إنتاج أرجنتيني. فكرة أصلية. مع توماس ألوي مارتينز.
- الزفاف (1964)، للوكاس ديميرا. إنتاج أرجنتيني-إسباني، مقتبس من قصة قصيرة لأنخيل ماريا دي ليرا.
- الحصاد (1965)، لماركوس مادانيس. إنتاج أرجنتيني. مقتبس من قصة لايزيكيل مارتينيز استرادا.
- معاقبة الخائن (1965)، لمانويل انتين. إنتاج أرجنتيني. ارجومنتو: مقتبس من قصته لقاء.
- السيد الرئيس (1966)، لماركوس مادانيس. إنتاج أرجنتيني. مقتبس من رواية لميغيل أنخل أستورياس.
- مفوض لديها بالفعل الشعب (1967)، لأنريكي كاريراس. إنتاج أرجنتيني. مقتبس من كلاودير ماتينيز بيافا.
- سولونا (1967)، لماركوس مادانيس. إنتاج أرجنتيني. مقتبس من عمل مسرحي لميغيل أنخل أستورياس.
- دون سيغوندو سومبرا (1969)، لمانويل انتين. مقتبس من رواية لريكاردو غويرالدس.
- الأم ماريا (1974)، للوكاس ديميرا. إنتاج أرجنتيني. فكرة أصلية.

### حرب الشاكو في السينما
- نحو المجد (1932)، لارتورو بودرا، ماريو كاماتشو، راؤول دوران وخوسيه خيمينيز، بوليفيا، متوسطة الطول، خيال، 42 م.
- حرب الشاكو (1932)، نسبت إلي أوغستين كارون كويل، باراغوي، وثائقي، 20 م.
- في جحيم الشاكو (1932)، لروكي فونيس، أرجنتين، وثائقي، 52 م.
- حملة الشاكو (1933)، لخوان بينياراندا مينشين، بوليفيا، وثائقي.
- في أرض غونا (1934)، للوميتون السينمائية الأرجنتنية، باراغوي- الأرجنتين، وثائقي.
- الحرب في جحيم الأخضر (1935)، لUFA (يويفرسوم فيلم AG)، ألمانيا، وثائقي.
- عاصفة فوق جبال الأنديز (1935)، لكريستي كابانيي، الولايات المتحدة الأمريكية، خيال، 82 م.
- أجنحة علي الشاكو (1935)، لكريستي كاباني، الولايات المتحدة الأمريكية، خيال، 82 م.
- حرب الشاكو (الجحيم الأخضر) (1936)، للويس بازوبيري، بوليفيا، وثائقي، 38 م.
- العطش/ابن الإنسان/ شوفيرس الشاكو (1961)، للوكاس ديميرا، الأرجنتين- إسبانيا، خيال، 94 م.
- كونوسكي، ذكريات المستقبل (1990)، لسيلفيا ريفيراكوسكانكي، بوليفيا، وثائقي، 33 م.
- المعركة الأخيرة (1992)، لرودريجو أيالا، بوليفيا، وثائقي قصير، 10 م.
- بوليفيا في القرن العشرين: حرب الشاكو (1922)، لكارلوس ميسا، بوليفيا، وثائقي 97 م.
- أشبال (معركة بوكورون) (1997)، لمانويل كوينكا، باراغوي، وثائقي، 33 م.
- كايرالس الدم، 23 أكتوبر 1931 (1997)، لمانويل كوينكا، باراغوي، وثائقي، 30 م.
- من الحب ومن الحرب (1997)، لمانويل كوينكا، باراغوي، وثائقي، 20 م.
- قداس لجندي (2002)، لجاليا جيمينيز، باراغوي، خيال، 91 م.
- ليا مبيي في حرب الشاكو (2006)، ليورغن ريسترو وجمعية دعم الفلاحين الأصلين لشرق بوليفيا (APCOB)، بوليفيا، وثائقي.
- أرجوحة شبكية (2006)، لباز انسينا، باراغوي-الأرجنتين-فرنسا وهولندا، خيال، 75 م.
- حرب رد (2006)، لهريب لغودوي، باراغوي (كارونيل أوفييدو)، روائي قصير، خيال، 5 م.
- من أسفل (2008)، لأدريانا موتناجرو، بوليفيا، روائي قصير، خيال، 19 م.
- بوكورون لا تقهر، 1932 (2008)، لبابلو ميشيل روميرو، بوليفيا، وثائقي، 52 م.
- حياة وعمل جيرمان بوش (2008)، لبابلو ميشيل روميرو، وثائقي، 120 م.
- الهنود في حرب الشاكو (2008)، لبابلو ميشيل روميرو، وثائقي، 56 م.
- معجزة تارايري (2010)، لجيش بوليفيا، بوليفيا.
- دموع المحارب (2013)، لخوان كارلوس فيلاردي، بوليفيا، مقطع فيديو موسيقي من 9 مم، 5 م.
- حرب تاتايتا ميكياكابوسكا (تاكل الحرب والدي) (2014)، لماريا ايلينا سولاريس وماريسول دياز، بوليفيا، روائي قصير وثائقي، كوتشابامبا فيلم".
- الأبطال المجهولون (2014)، لكريستيان انتيلو ريكونا، بوليفيا، روائي قصير وثائقي، كوتشابامبا فيلم".
- أحلام الحرب (2014)، لسانتياغو اسبينوزا ولويس برون، بوليفيا، روائي قصير وثائقي، كوتشابامبا فيلم".
- شكاوي الروح (2014)، لغابرييل برادو، بوليفيا، وثائقي قصير، كوتشابامبا فيلم".
- ما بعد الحرب (2014)، للويس فرناندو رودريغيز كاماتشو، بوليفيا، وثائقي قصير، كوتشابامبا فيلم".
- إزالة الغموض عن حرب الشاكو (2014)، لبابلو ميشيل روميرو، بوليفيا، وثائقي.
- بوكورون (2015)، لتونشي أنتيزانا، بوليفيا-باراغوي، خيال.

### أفلام روائية قصيرة وثائقية
- موكب (1924)، لهيبوليتو كارون وأوغستين كارون كويل، 2 م.
- روح باراغوية (1925)، لهيبوليتو كارون، 10 م.
- رحلة الكشافة إلي البرازيل، أوراغوي والأرجنتين (1925)، لهيبوليتو كارون، 11 م.
- مراجعة عسكري في كامبو غراندي (1926)، لهيبوليتو كارون، 4 م.
- كارثة التجسد (1926)، لهيبوليتو كارون.
- أيا كان يشعر بالملل هنا هو لأنه لا يمكن أن يصرف (1926)، لهيبوليتو كارون، 4 م.
- العرض العسكري (1926)، لهيبوليتو كارون، 4 م.
- وزير الداخلية (1927)، لهيبوليتو كارون، 5 م.
- حملة انتخابية مع وجود إليخيو أيالا (1927)، لهيبوليتو كارون، 4 م.
- مظاهرة أمام المدرسة العسكرية والكونغرس (1928)، لهيبوليتو كارون وأوغستين كارون كويل، 4 م.
- اراء باراغوي (1928)، لهيبوليتو كارون، 4 م.
- دفن إليخيو أيالا (1930)، لأوغستين كارون كويل، 10 م.
- حرب الشاكو (1932)، ونسبت إلي أوغستين كارون كويل، 20 م.
- سالتوس ديل جويرا (1937، وثائقي قصير)، 3 م.
- سوق مركزي (1937، وثائقي قصير)، 6 م.
- أسونسيون، مدينة الشتوية (1947)، لفيدريكو رييرا.
- الكرسي (1965)، لكارلوس ساغير (سينما الفن التجريبي).
- فرانسيسكو (1965)، لكارلوس ساغير ويسوع رويز نيستوسا (سينما الفن التجريبي)، 23 م.
- يوم واحد في مايو (1967)، لكارلوس ساغير (سينما الفن التجريبي).
- نياديخارا ريكوفا باخا (1967)، لكارلوس ساغير (سينما الفن التجريبي).
- الساحل لكارلوس ساغير (سينما الفن التجريبي).
- شهر العسل في باراغوي (1967)، لغييرمو فيرا دياز.
- التحول (1968)، لكارلوس ساغير (سينما الفن التجريبي).
- الصيد والحجل (1968)، لغييرمو فيرا دياز.
- كواراهي اويشا (1968)Kuarahy Ohecha، لدومينيك دوبسك، 25 م.
- مانوهارا (1969)، لدومينيك دوبسك، 21 م.
- رحلات سفاري إلي شاكو (1969)، لغييرمو فيرا دياز.
- سد أكاري (1969)، لغييرمو فيرا دياز.
- ألتو بارانا (1970)، لأبرتو لاريس.
- باراغوي، أرض التقدم (1970)، لغييرمو فيرا دياز.
- مطبوعات من أسونسيون (1971)، لغييرمو فيرا دياز.
- أويكوفي دون بوسكو (1972)Oikove Don Bosco، لغييرمو فيرا دياز.
- بوتقة المجد (1972)، لغييرمو فيرا دياز.
- نيانروتي، الدانتيل باراغوي (1978)، لأنيك سانخورخو، 19 م.
- كيف تتكون أمة (1979)، لألبرتو لاريس.
- نابليون (1979، سوبر 8)، لخوان كارلوس مانجليا، 8 م.
- من الطين وجوز الهند (1981)، لغريغوريو لوبيز جرينو.
- باولا سانشير، الخزاف (1982)، لغريغوريو لوبيز جرينو.
- معطف من ستين قائمة (1983)، لغريغوريو لوبيز جرينو.
- تجربة نفسية: يوم في المستشفي العصبي (1985)، لراي أرميليا ومانويل كوينكا، 20 م.
- رياح الحياة. تحية إلي أسونسيون في ذكرتها السنوية 450 (1987)، لكارلوس غونزاليس برون، 8 م.
- ليلة من سان بلاس (1989)، لخوان كارلوس مانجليا، 10 م.
- افا مبيا (1991)Ava Mba'e، لراؤول جونزالس ألين، 28 م.
- أسونسيون في أربع أوقات (1997)، لمانويل كوينكا، 20 م.
- الغابة يجب أن تعيش: ألم اليناكونداي (1997)، لمانويل كوينكا، 20 م.
- الإيداع (2003)، لباتريشيا أجوايو وماركو غاوتو.
- فيدل (2003)، لباتريشيا أجوايو رويج، 20 م.
- تاكاتا تاكاتا (2003)، للويس أ.أغيري.
- اليراعات (2003)، لماركوس بينيتيز.
- كاندافارا (2003)، لخوسيه أليزاتشي.
- أموتوكوديا (2003)، لخوسيه أليزاتشي.
- دون انريكي: ياتايتي (2003)، لتيد اسكوبار.
- باراج (يو)أي (2003)Parag (u)ay، لتيد اسكوبار.
- التكامل بين الجانبين (2003)، لراكيل اسكوبار وإلكه ستروبينج.
- النفوس مع الجنس (2003)، لبيلار غونزاليس.
- المنتدي فريق العمل المعني بالموارد (2003)، لإدنار كواليوسكي وماوريسيو رييال بانتي.
- لا الفتوي (2003)، ليوناردو لاتيرزا وانكرس.
- تابوت الثلاثة مفاتيح (2003)، لروبن داريو لوغو وروزانا غونزاليس.
- يمكنك الاتصال بي لوسيو (2003)، لخوانا ميراندا ونويمي فيفا.
- فياريندا (2003)، لأورسولا ستيكر.
- كاتيورا، حياة مختلفة (2003)، لكريستيان فينجر.
- اندفاع: فليسيانو سنتوريون (2003)، لهوغو فيدجانو.
- باخاكايبي-ألوان أرضي (2004)، لبيلي اوزاليس، 7 م.
- اوجوا (2006)، لريكاردو ألفاريز، 26 م.
- لوس تشاماكوكوس برافوس (2006)Los chamacocos bravos، لتيسيو اسكوبار وتيخر برون، 28 م.
- بقايا حلم (2006)، لإريك فيشر، 13 م.
- صيادون النهر (2005)، لIPAC باراغوي، 12 م.
- تشي يفوتيمي (2006)، لرينات كوستا، 10 م.
- مقابلة سرية (2006)، لميغيل اجويرو، 18 م.
- هيلا سيلاسي1: أبوخيو وأوكاسولليون دا خيودا (2006، وثائقي)Haile Selassie I: Apogeo y Ocaso del León de Judá، لهوراسيو أوخيدا لاكوجناتا، 23 م.
- جواكورو نيامودي (2007)، لميغيل اجويرو، 17 م.
- تهرب (2007)، لمارتن كريسبو، 10 م.
- كوكوا بوتي (2008)، لراؤول مالوركين، CLIP، الإصدار الجماعي للإعلام والإنتاج، 15 م.
- سوخاتي مبيتيبي (2008)، لرامون فارينا، CLIP، الإصدار الجماعي للإعلام والإنتاج، 10 م.
- تيكوفي ريساي (2008)، لأرسيليو أرافالوس، CLIP، الإصدار الجماعي للإعلام والإنتاج، 14 م.
- باسو إيتا (2009)، لمارغريتا أراكو، رافائيل اسكوبار وايفان كاباناس، 6 م.
- مايو 1811 (2009)، لمانويل كونيكا، 20 م.
- سابوكاي (2009)، لفيكتور هوغو فيريرا وفيكي مازاكوتي، 10 م.
- إيتا ليترا (2009)، لفيكتور هوغو فيريرا وفيكي مازاكوتي، 10 م.
- غوياكورو (2009)، لميغيل اجويرو، 17 م.
- وايكا (2009)، لخوسيه إليزيشا، 29 م.
- مجتمع باسو إيتا (2009)، لمارغريتا اريكو، رافائيل اسكوبار وايفان كاباناس، 6 م.
- مصنع سكر (2009)، لبيرلا ساليناس، إدغار سانشيز ونيللي ماريكوس، 3 م.
- كامباي، ايفرين اتشيفيريا (2009)، لمانويل كوينكا، 10 م.
- دون بيدرو باربوزا، باراغوي كامبيرو (2009)، لبيدرو راميريز، 22 م.
- بانتال (2009)، لفيكتور هوغو فيريرا وفيكي مازاكوتا، 10 م.
- تانيا راندي (2009)، لفيكتور هوغو فيريرا وفيكي مازاكوتا، 10 م.
- فيايراس (2010)، لمالو فازكيز واميليو سانابريا، 23 م.
- تيكوفا ريساي (2010)، لإرسيليو أفالوس، 14 م.
- خساريكو (2010)، لجيراردو جارا، 24 م.
- أم4 (2011)، لهوغو خيمينيز، 9 م.
- والسنة ل20 لكاديت اماريا (2012)، لسونيا أماريلا، 27 م.
- أومانو أها رومانو أفيا (2012)Omano ha romano avei، لكارلوس كاسيريس فيريرا.
- أرا رامبيه (2013)، لإدواردو مورا، 14 م.
- تاريخ مارينا كاو في 6 دقائق (2014)، لميغيل أرماو، 6 م.
- اختراع الغوارانيون لكرة القدم (2014)، لماركوس يبانيز، 11 م.
- عائلة (2014)، لباز انسينا.
- وصول (2014)، لباز انسينا.
- أحزان النضال (2014)، لباز انسينا.
- تفكيك كوروجواتي (2015)، لأوزفالدو أورتيز فيامان، 22 م.
- مهرجان الشرق جاز 2014 (2015)، لتيسيا لوبيز، 9 م.
- ألبينو جارا: الثورة نيزكي (2015)Albino Jara: Meteórica Revolución، لهوراسيو أوخيدو لكوجناتا، 11 م.

### أفلام روائية قصيرة خيالية _ تجريبية
- فنومينوم (1969، فن الفيديو)، لبرناردو كراسنيانسكي.
- أوراق(19xx، فم الفيديو)، لبرناردو كراسنيانسكي.
- عند اجتياز العتبة (1972)، الاتصال من جامعة أمريكا الوسطي.
- أوصنا في الأعالي (1972)، الأتصال من جامعة أمريكا الوسطي.
- الجوخهي (1975)، لأنيك سانخورخي، 30 م.
- الشعب بحاجة لكم (1976، سوبر 8)، لخوان كارلوس مانجيليا، 10 م.
- اللا مبالاة(1977، سوبر 8)، لخوان كارلوس مانجيليا، 10 م.
- القبلة(1979-80)، لبياتريس بومبا، 20 م.
- يوم واحد لطفل (1979)، لراي ارميلا.
- مساحة(1981،VHS)، لخوان كارلوس مانجيليا، 20 م.
- مسودة تقرير: النهج إلي المشهد (1981، فن الفيديو)، لمانويل كوينكا وخوليو غونزاليس ماريني، 20 م.
- الصورة الذاتية (1984، فن الفيديو)، لمارغريتا مورسيللي مع خوان كارلوس مانجيليا، 18 م.
- 24 ساعة في حياة بريجيتا فون سشاركوبين (1984، فين الفيديو)، لريكاردو ميخليوريسي وخوان كارلوس مانجيليا.
- بريجيتا فون سشاركوبين في حديقة المسرات11(1984، فن الفيديو، لريكاردو ميخليوريسي.
- مطاردة الساحرات(1984، VHS) لخوان كارلوس مانجيليا، 4 م.
- ماريا إيزابيل أو ركوب الترام (1987)، لديفيد بيريز مينير.
- روتين(1987)، لمانويل كوينكا، 20 م.
- السجناء (1987)، لخوان كارلوس مانجيليا، 8 م.
- كتيبات (1987)، لخوان كارلوس مانجيليا، 7 م.
- المرايات (1987)، لخوان كارلوس مانجيليا، 10 م.
- حلمي لا مكان له (1987)، لبرناردو إسما شوفيرا، 10 م.
- المراهقين(1987)، لمارسيلو مارتينيسي ودورتا رامبو.
- التجلي(1987)، لوالتر سالديفار.
- حالة لويس (1987)، لريناردو مارتينيز.
- كونترامويرترا (1987)، لكارلوس غونزاليس برون.
- الخبز اليومي (1988)، لجستنيان زارشو.
- وقت(1988)، لمارسيل سيرفين.
- واحد من يهوذا (1988)، لجستنيان زارشو.
- الشعائر والطقوس (1988)، لفرانسيسكو كورال.
- نحن جميعا نعرف النهاية (1988)، لخوان كارلوس مانجيليا، 11 م.
- الحزب(1988)، لراي ارميلا.
- بحث (1988)، لراي ارميلا.
- الخسائر (1989)، لراي ارميلا.
- الوقت يرتدي زي امرأة (1989)، لبرناردو إسماشوفيرا، 14 م.
- لا توجد جزر (1990)، لبرناردو إسماشوفيرا، 16 م.
- فئة الجهاز (1990)، لخوان كارلوس مانجيليا وتانا سشمبوري، 10 م.
- البقاء علي قيد الحياة (1990)، لخوان كارلوس مانجيليا، 10 م.
- تافاي بوردا (1990)، لأمادو اريتا، رودي تورجا وروبرتو مينو.
- يهوذا(1990)، لكايتو وكريستينا أكوستا.
- الزيارة (1990)، لراي ارميلا.
- ولادة في الساحة (1990)، لراي ارميلا.
- كلاروسكورو (1990)، لراي ارميلا.
- لحظات (1991)، لراي ارميلا.
- إطلاق سراح (1991)، لراي ارميلا.
- نحن (1992، فن الفيديو)، لمارغريتا مورسيللي.
- التعايش (1992)، لراي ارميلا.
- أن تفعل شيئا (1992)، لراي ارميلا.
- مشاكل(1993)، لراي ارميلا.
- ضربة لضربة (1994)، لراي ارميلا.
- قرارات (1995)، لراي ارميلا.
- الضروريات الحرفية (1995)، لخوان كارلوس مانجيليا وتانا سشمبوري، 11 م.
- بيسامي (1996)، لمارسيلو مارتينيسي.
- من الحب ومن الحرب (1997)، لمانويل كوينكا، 20 م.
- الاعتداء الجنسي (1997)، لمانويل كوينكا، 20 م.
- الاستقلال(1997)، لمانويل كوينكا، 20 م.
- القيلولة (1997)، لباز انسينا.
- الألبوم(1997، فن الفيديو)، لأورفالدو ساليرنو.
- سحر الياسمين (1998)، لباز انسينا.
- فرن (1998)، لخوان كارلوس مانجيليا.
- فياب الاسم نفسه (1998)، لأرامي يوون.
- نحن نري (1999)، لايلينا باسالدو وانريكي كويار.
- نقول نعم (1999)، لخوان كارلوس مانجيليا، 10 م.
- فيديوباتايا المحلي (1999، فن الفيديو)، لانا أيالا وفريدي كاسكو.
- بدون عنوان (1999، فن الفيديو)، لماركوس بينيتيز.
- مصاص الدماء في معهد العالم العربي (1999)، لخوان كارلوس مانجيليا وتانا سشمبوري، 8 م.
- مدير السير (2000، فن الفيديو)، لفريدي كاسكو.
- طعم النظرة (2000، فن الفيديو)، لريكاردو ميجليوريسي، 2 م.
- مجال الألم (2000، فن الفيديو)، لاريكا ميزا وخافيير فالديز، 4 م.
- الحرب بللي (2000) لجيروم بومان.
- كنت أعرف كنت حزينا (2000)، لباز انسينا.
- أرجوحة شبكية(2000)، لباز انسينا.
- هل تريد مني أن أقول (2000)، لراي ارميلا.
- حب المهملات (2000)، لخوان كارلوس مانجيليا وتانا سشمبوري، 10 م.
- المحفظة (2000)، لخوان كارلوس مانجيليا وتانا سشمبوري، 5 م.
- الوصية السادسة (2000)، لسيلفيو دياز، 8 م.
- مهاجمون الأسنان (2001)، لسيلفيو دياز، 16 م.
- الحلقة الثالثة (2001)، لتانا سشمبوري، 3 م.
- ألعاب شابلين (2001)، لروبن رودس، 10 م.
- الطائرات الورقية (2001)، لروبن رودس.
- شعور اليتوبيا (2001، فن الفيديو)، لاريكاميزا وخافيرر لوبيز، 4 م.
- بدون نهاية (2001)، لبابلو ميليككا، 2 م.
- أسطورة يوروكاو،(2002، رسوم متحركة)، لهوغو كاتالدو بارودي.
- ليلة كهربائية، ضوء كهربائي (2002، فن الفيديو)، لبيتينا بريزويلا، 1 م.
- أري (2002، فن الفيديو)، لخوانشي فرانكو، 2 م.
- تهنئة ماما (2002، لسيلفيو دياز، 15 م.
- أزمة (2002)، لروبرت رودريغير، 5 م.
- فرن ناري (2002)، لخوان كارلوس مانجيليا وتانا سشمبوري، 11 م.
- حمي السبت (2002)، لليتيسيا كورونيل.
- الصب (2003، فن الفيديو)، لليتيسيا كورونيل.
- لاناندورجا والبوليرو (2003)، لنليسون مارتينيسي.
- الدكتور نيرون (2003، رسوم متحركة)، لجوزيف بيدرسن، 8 م.
- السيد وود (2003، رسوم متحركة)، لسيلفيو فابيان تابيولاس.
- البومبيرو (2003، رسوم متحركة)، لماركو أنطونيو تونيانيز.
- ملاك(2003)، لروبن رودس، 4 م.
- 9 كلاب (2003)، لهوغو اراندا.
- يمكن أن يحدث (2003)، لهوغو اراندا.
- قل لي من الخاص بك (2003)، لهوغو اراندا.
- أري نفسي (2003، فن الفيديو)، لخنشي فرانكو، 2 م.
- مطبخ جوزفينا (2003، فن الفيديو)، لبيدرو بارايل، 4 م.
- نيترا. السيدة. تمرين الموسم العاشر (2003، فن الفيديو)، لداريو كاردونا.
- الانتقال إلي ما لا نهاية (2003، فن الفيديو)، ليساندرو كاردوزو.
- إيسينسا دارتيستا (2003، فن الفيديو)، لكوديا كاسارينو.
- لاموسكا تيليمانتي (2003، فن الفيديو)، لفريدي كاسكو، انا أيالا وخورجي بيريز بايفا.
- الأيام الأخيرة من بومبيي (2003، فن الفيديو)، لريكاردو ميجليوريسي.
- مع أجنحة وليلة (2003، فن الفيديو)، لديا بومبا فريزا.
- فن الفيديو في ال70(2003، فن الفيديو)، لكريستيان فينجر.
- العاصفة (2003، فن الفيديو)، لبيتينا بريزويلا.
- راعي البقر شريف (2003، فن الفيديو)، لغابريسيو فرنانديز.
- فنان الفيديو الباراغوي (2003، فن الفيديو)، لخوانشي فرانكو.
- كرة الديسكو (2003، فن الفيديو)، لخوانشي فرانكو.
- يولد، يعيش ويموت (2003، فن الفيديو)، ليوناردو لتيرزا وينكرس.
- بدون عنوان (2003، فن الفيديو)، لسارة ليوز.
- حرب اصطناعية اخري (2003، فن الفيديو)، لماريلا أوتيزا، ماركو غاوتو وليونيل ماير.
- الشبح في الآلة (2003، فن الفيديو)، لخورخي بيريز بايفا، مونيكا ماتياودا وليشا ماير.
- ممارسة رقم 3(2003، فن الفيديو)، لغابرييلا زوككوليللو.
- السيدات في انتظار (2003)، لمارسيلو مارتينسي.
- الأحمق(2003)، لغابرييل بريزويلا.
- المعتوه (2003)، لرومينا بيريرا فوكوكا، 3 م.
- نقطة(2003)، لرومينا بيريرا، 2 م.
- مشاهد من الحياة اليومية (2004)، لغابرييلا زوككوليليو، 13 م.
- حكاية نسبيا (2004، رسوم متحركة)، لهوغو كاتالدو بارودي، 2 م.
- سجاد أرضي (2004)، لألدو كالابريس.
- في نوم الرام (2004)، لاليكس دوس سانتوس.
- عمارات (2004)، لمارسيلو مارتينيسي.
- جامعة ولاية أريزونا(2004)، لأوغستو نيتو ورينات كوستا.
- إمينهو (2004، فن الفيديو)، لجوزيف بيدرسن، أوغوستو نيتو ورافائيل كوهان، 6 م.
- ضوضاء سوداء (2004، فن الفيديو)، لخانشي فرانكو، 2 م.
- الشريط الأزرق (2004، فن الفيديو)، لفالنتينا سراتي، 1 م.
- ياسورورو سورورو (2004، فن الفيديو)، لدانيل ميليسي اركوندو، 4 م.
- مناظر طبيعية/ مناظر طبيعية (2004، فن الفيديو)، مشروع الذاكرة البصرية)، لغابرييلا زوككوليلو.
- أنا هنا (2004، فن الفيديو)، لكريستيان سيوبنس.
- تشي جامعة ولاية أريزونا/ في أسونسيون(2004، فن الفيديو)، لدانيل ميليسي اركوندو.
- قانون الغابة (2004، فن الفيديو)، لفرناندو امينجوال.
- الخصوصية الأفتراضية (2004، فن الفيديو)، لجوستين فريزا.
- نيانديخارا كاستيجو (2004)، لروبرتو رودريغيز.
- وجبة سعيدة (2004)، لخورخي بيتينجويذ.
- النقش (2004، فن الفيديو)، لليتيسيا كورونيل.
- أشياء غريبة (2004، كورونيل أوفييدو)، لهريب غودوي.
- تجربة بيزورنو (2005)، لفيديريكو أدورنو.
- كروسي أوفييدو (2005، كورونيل أوفييدو)، لهريب غودوي، 6 م.
- العالم الرحم (2005، فن الفيديو)، لليتيسيا كورونيل.
- وراء الجلد (2005، فن الفيديو)، لخافيير فالديز، 17 م.
- مونداها (2005)، لالفرريدو غاليانو، 3 م.
- MIC1(2005، لاوغستو نيتو ورافائيل كوهان، 10 م.
- رحلة جيدة (2005)، لراميرو غوميز.
- ديخا فو (2005)، لجيروم بومان.
- كايجيو (2005)، لسيلفانا رييال بانتي، 4 م.
- أنطونيو انتونيمو (2005)، لألدو كالابريس، 8 م.
- استيلا (2005)، للويس أ.أغيري.
- أحلام حلوة (2005)، لعمر فالديز، 15 م.
- بارادا (2005)، لدانيل ميلسي اركوندو، 4 م.
- كايجيو (2005)، لسيلفانا رييال، 4 م.
- ياسورورو سورورو (تعيش علي سطح القمر)(2005، فن الفيديو)، لدانيل ميلسي اركوندو.
- الوزن والحمول (2005، فن الفيديو)، لليتيسيا كورونيل، 4 م.
- الليل(2005، فن الفيديو)، لفالنتينا سيررتي، 3 م.
- كومير-تا (2005، فن الفيديو)، لخافيير فالديز، 3 م.
- روندرتيب (2006، فن الفيديو)، لكلوديا كاسارينو.
- شهد هذا العصر المطر (2006، فن الفيديو)، لغابرييلا روككوليلو، 9 م.
- فيتاخون (2006)، لمارسيلو تولس.
- التمثيل الضوئي (2006)، لخوان مانويل ساليتاس، 16 م.
- اتمني لي (2006)، لهوغو اراندا.
- حرب رد (2006، كورونيل أوفييدو)، لهريب غودوي، 5 م.
- أحلام(2006)، لخوان مانويل ساليناس، 16 م.
- هناك (2006)، لألدو كالابريس وخوان ميلتوس.
- فقاعة(2006)، لتاتيانا أوريبي، IPAC باراغوي، 3 م.
- 73%(2006)، لIPAC باراغوي، 14 م.
- صورة(2006، كورونيل أوفييدو)، لهريب غودوي.
- المحطة الأخيرة (2007، كورونيل أوفييدو)، لهريب غودوي.
- الدوام (2007)، لفرناندو أبادي، 20 م.
- العائلة الخضراء (2007)، لألدو كالابريس، 13 م.
- الحزب(2007)، لدييغو فولبي، 16 م.
- الرقص مع الاخرين (2007)، لليتيسيا كورونيل ونيستور موليناس.
- يوكاتا (2007)، لمارتن كريسبو، 10 م.
- حمام النساء (2007)، لسادي باريوس وزوبيا أسد، 8 م.
- بطاقات بريدية(2007)، لجيرادو جارا، 3 م.
- حدس(2007)، لسادي باريوس وفليبي مونيوز.
- شخير(2007)، لبيرتو سكابيني، 7 م.
- ما وراء (2007)، لسانتياغو أورتيز.
- أماندا (2007)، لجيروم بومان، 16 م.
- رقص الغابة (2007)، لليتيسيا كورونيل.
- محطة(2007)، لأوغستو نيتو، 3 م.
- بسيط(2007)، لأوغستو نيتو، 2 م.
- سرقة الجمال (2007)، لأوغستو نيتو، 1 م.
- ألتيريجو (2007)، لأوغستو نيتو، 3 م.
- تانيمبو (2007)، لإدواردو مورا، 3 م.
- طلبت رغبة (2007)، لتاتيانا أوريبي، 2 م.
- الطوفان (2007)، لمارتن كريسبو، 3 م.
- الحنين إلي الماضي (2007)، لمارتن كريسبو، 4 م.
- تانجو سام (2007)، لمارتن كريسبو، 1 م.
- انطونيو (2007)، لألدو كالابريس، 7 م.
- ضوء كهربائي، ليل كهربائي (2007)، لبيتينا بريزويلا.
- البند (2008)، لمارسيلو مارتينسي، 14 م.
- توبانيو (2008)، لماركوس راميريز، 17 م.
- كابيكاو/ كابيكاو (2008)، لغابرييلا زوككوليللو، 16 م.
- كابييرا (2008)، لبابلو ميليككا، 7 م.
- خطف(2008)، لأدريان ماركوس موسكاردا.
- دون أن ننسي (2008)، لأنيتا رودس، ميغيل اجويرو وديفيد لوبوس، 9 م.
- اهيدو ندا سابوكاي (2008)، لبابلو لامار، 11 م.
- أوت غوردا (2008)، لخوان كارلوس مانجيليا وتانا سشمبوري، 10 م.
- كاري نورتا (2009)، لمارسيلو مارتينسي، 19 م.
- نهج بويرتو كاسادو (2009)، لفيديريكو أدورنو.
- إيتا(2009)، إدواردو مورا ونيللي دافالوس، 10 م.
- أحلام(2009)، لهوغو خيمينيز، 6 م.
- خاجوا (2009، كورونيل أوفييدو، رسوم متحركة)، لهريب غودوي، 2 م.
- طريق الساموراي (2009)، لمارسيلو تولسس.
- ماخياتو تليفزيون (2009)، لسيرجيو كولمان ميكسنر، 4 م.
- بايه (2009)، لريتشارد كارياجا، 8 م.
- منافس (2009)، للويس غاليانو، 10 م.
- عبر كروسيس (2009)، لناتسي غارسيا.
- عنصري(2009)، لرودني زوريا، 7 م.
- الكاسكي (2009، كورونيل أوفييدو)، لهريب غودوي، 7 م.
- غير مقسمة (2009)، لأرماندو أكينو، 2 م.
- يذهب (2009)، لأرماندو أكينو، 5 م.
- الطاهر (2009)، لسانتياغو مونتيل، 8 م.
- في أي مكان (2009)، للويس أ.أغيري، 5 م.
- قفازات بيضاء (2009)، لرينات كوستا، 8 م.
- موتوكا (2009)، لبابلو أدورنو.
- الغفران(2009)، لدانيل الفارينغا، 9 م.
- يكون هناك (2009)، لزوبيا أسد، 3 م.
- السائل (2009، فن الفيديو)، لليتيسيا كورونيل.
- التعيين (2010)، لسيرجيو كولمان ميكسنر، 5 م.
- 30(2010)، للويس أ.أغيري، 3 م.
- كونا كامبا (2010)، لميغيل أغويرو.
- المياه المظلمة (2010)، إدوراردو مورا، 6 م.
- عدم تكرار نفس القصة (2010)، لرودريغو كالونجا، 5 م.
- كونا، يورث الرجولة (2010)، لماركوس راميريز، 11 م.
- القمامة (2010)، لمارا بورتيو.
- شارع الماضي (2010)، لمارسيلو مارتينسي، 20 م.
- ليلة في (2010)، لبابلو لامار، 18 م.
- عذرا لذلك (2010)، لنيللي دافالوس، 6 م.
- حسابات (2010، كورونيل أوفييدو)، 6 م.
- الكوميديا المثيرة (2010)، ليوناردو ناشاخون.
- 30(2010)، للويس أ.أغيري، 3 م.
- تشي سي (2010)، لرودريغو سالومون وسيباستيان ساردي، 1 م.
- ركوب هود، التي لا يتحدث بها (2011)، لرودريغو جاستيابورو، 12 م.
- الفجر (2011)، لخيسون رودريجيز، 4 م.
- اللحوم(2010/2011)، لسيرجيو كولمان ميكسنر، 4 م.
- واحد (2011)، لإدواردو سوبيلديا، 3 م.
- 1811(2011، رسوم متحركة)، لأوغستو نيتو، 25 م.
- النجوم(2011)، للويس أ.أغيري، 7 م.
- قصيدة ريكي روبرتو (2011)، للويس أ.أغيري، 28 م.
- بيبي الطفل!(2011)، للويس أ.أغيري، 15 م.
- الخيار2(2011)، لنيللي دافالوس، 25 م.
- جزيرة عالية (2011)، لفيديريكو أدورنو، 14 م.
- ترينيداد(2011)، لأندريا غاندولغو وسيرجيو كولمان ميكسنر، 20 م.
- ريح الجنوب(2011)، لباز انسينا.
- بيسكادابي (2011، كورونيل أوفييدو)، لهريب غودوي.
- ماريبوسازول (2011)، لرودريغو كالونجا، 17 م.
- الانتقام من البقر الميت (2011)، لكارلوس تارابال، 18 م.
- خزانة الملابس (2011)، لاميليو سانابريا، 5 م.
- ميتاي(2011)، لميغيل اجويرو، 12 م.
- ماكبيت(2011)، لهوراسيو أوخيدا لاكوجناتا، 16 م.
- أساخي بيتا(2012)، لخوان أنطونيو ليزكانو، 14 م .
- القفار(2012)، لمارسيلو مارتينسي، 10 م.
- ذاكرة أضواء(2012)، لزوليما مالكي، 5 م.
- مرأة أكثر(2012)، لنيدا تورالس.
- يصحي-لا للمخدرات(2012)، لنيلسا فيلازتيكي.
- دون سعادة(2012)، لدزيجابي كوليكتيبو، 4 م.
- كما تموت الصور(2013)، لدزيجابي كوليكتبو، 8 م.
- اخر مقهي(2013)، لاستير مندوزا، 14 م.
- إعادة تدوير الحياة(2013)، لدانيال كانديا، 11 م.
- ليونا(2013)، لهيبي دوراتي.
- واليوم الثالث(2013)، لأوزفالدو أورتيز فايمان، 12 م.
- كونا بيبورا(2013)، لأوغستين نونيز، 26 م.
- دي تاخوس(2013)، لتمارا شارلييه وخيمينا راميريز، IPAC باراغوي، 2 م.
- اللاتيرو(2013)، لسيباستبان خينوفيسي، IPAC باراغوي، 2 م.
- أتذكر طفولتي (2013)، لالفريدو شافيز، فرانك دوك، خوسيه ألونسو و IPAC باراغوي، 5 م.
- التوأم(2013)، لكريستيان فيرا، IPAC باراغوي، 2 م.
- كوكي ليلا(2013)، لخوان أنخيل ساندوفال، IPAC باراغوي، 1 م.
- ترافيستي نينخا زومبيا(2013)، لIPAC باراغوي، 14 م.
- النملة(2013)، لIPAC باراغوي، 10 م.
- مولي(2013)، لIPAC باراغوي، 23 م.
- حتي هنا(2013)، لنيلسون إيبانيس، 3 م.
- الأم الشجاعة(2013)، مؤسسة السينما مع الجيران، 14 م.
- دون البارات(2013)، مؤسسة السينما مع الجيران، 11 م.
- أنا أعرف كل شئ(2013)، لمارسيلو غيدو، 2 م.
- 7 صناديق في الفضاء(2013)، لسيرجيو كولمان ميكسنر، 4 م.
- القصدير(2013)، لبابلو بينيتيز ومارسيلو كهلر، 3 م.
- كالافيرا إسكيسيتا(2013)، ورش العمل ميركوسور-اوبراب، 8 م.
- تصفح بلا هدف(2013)، لرودريغو الفارينغا(باراغوي)، 11 م.
- تحية إلي السينما-جوائز أراسا(2014)، لمسابقة الفيلم القصير كاكوبا، 11 م.
- قصر المال(2014، نمبي)، لريكاردو د.مورينيغو.
- الحجرة(2014)، للويس غاليانو.
- بصرف النظر(2014)، لخوسيه بوجادو.
- ريكاردو الثالث(2014)، لهوراسيو أوخيدا لاكوجناتا، 12 م.
- عطيل(2014)، لهوراسيو أوخيدا لاكوجناتا، 16 م.
- لا تتركني/ تحية إلي ليزا بوجادو(2014)، لرودريغو كالونجا، 8 م.
- اندو ميك(2014)، للويس أ.أغيري، 20 م.
- هل من الممكن؟(2014، سان لورينرو)، لصموئيل كاليب نافارو، 18 م.
- كاراميلومي(2014)، لميغيل أغويرو.
- وجهة نظر(2014)، لانجليكا ريفيروس وبيلين ليفيا.
- وعد(2014)، لهوراسيو كارياجا وإسماعيل موليناس.
- لا أريد(2014)، لميكايلا اسبينولا وماريلا بينيتيز.
- رول ساديكو(2014)، لدانيل غونزاليس.
- ناجاروت(2014)، لدانيل غونزاليس.
- فيفيانا(2014)، لروز كولمان.
- هو الذي يقتل يجب أن يموت(2014)، لخيريمياس اسبينولا.
- خبز الله(2014)، لسيزار أرياس.
- تافي(2014)، لسيزار توريس.
- المنزل(2014)، لارنالدو مندوزا.
- صوت اخر(2014)، لفرناندو فيغا.
- أنعكاس(2014)، لريبيكا الياس وجانينا كريستالدو.
- أفضل إهانة(2014)، لإستفانيا أكوستا.
- انيفيتاتا(2014)، لبابلو بينيتيز، 7 م.
- ليس هناك ما هو من قبيل الصدفة(2014)، وزارة كريستو فيف وموريسيو لاروسا.
- أخو مالافيزيون(2014)، لسانتياغو إيجيوا.
- أنتولينا(2014)، لميغيل أغويرو.
- خطأي(2014)، لماوريسيو اورتيجا.
- كفورا(2014)، لبابلو فرانكو.
- كيان ملعون(2014)، لهنري برادو.
- جابينو(2014)، لكارلوس كاردوزو.
- ماتيو(2014)، لكارلوس سيلفا.
- مالافيزيون(2014)، لياسمينا ساموديو.
- أوكابي(2014)، لمات فرانكو.
- بومبيروس(2014)، لكارليتو سوبيه.
- منديل(2014)، لمارتن هيريروس، البرتو الفاريز ونيكولاس سوسا، 2 م.
- السيدات والسادة(2014)، لأكسابي ساسو، بابلو بيتينيز، 2 م.
- سيارات(2014)، لمابيل دلغادو، كلاريسا ليزكانو، 2 م.
- إتلن(2014)، لريكاردو زيلادا، سانتياغو إيخيا، الكسندرا فاسكيز وزوني أكوستا، 2 م.
- لاكازانوفا(2014)، للويس مالدونادو، 2 م.
- عدم الترابط(2014)، لمايك فلامينج، رودريجو سوسا، 2 م.
- ريسابي(2014)، لغلوريا بارييرو، حبيب دومينغيز وعمر مورينيغو، 2 م.
- يوكستا2(2014)، لهيكتور جريستي، 2م.
- هيركو نيشيكاوا(2014)، لاكسندر سيلفيرو، فرناندو بيرديخو، 2 م.
- الثقافة(2014)، لخوان أندريس غاراي، فرناندو بيرديخو، 2 م.
- جامود(2014)، لدانيل غونزاليس، 3 م.
- روبو باربارو(2014)، لفاني ن.راتز، 6 م.
- تجذب الأضداد(2014)، لإستيفانيا أكوستا، 3 م.
- أنا أحبك(2014)، لهيكتور جريستي، 5 م.
- 7 صباحا(2014)، لخوسيه جوين، 4 م.
- اجتماع الألوان(2014)، لبرونو روبياني، 5 م.
- شخص ما في المنزل(2014)، لسونيا مورا، 5 م.
- القضية 108(2014)، لخورخي باريرو.
- سحر ضد السلطة(2014)، لألبيرتو توريس ريوس.
- حائطي(2014)، لمايا بريتيز.
- المستمع(2014)، لكارلوس خيمينيز.
- أشياء من الأصدقاء(2014)، لبابلو بينيتيز، 3 م.
- الكورريكامينوس(2014)، لبابلو بينيتيز، 5 م.
- لافيمي فاتالي(2014)، لبابلو بينيتيز، 7 م.
- فيلوس(2014)، لبابلو بينيتيز، 3 م.
- ندوب الماضي(2014)، لارييل كاستيلو، 7 م.
- ياسمين(2014)، لنيلسون بينيتيز إستيشي، 7 م.
- العودة(2014)، مؤسسة السينما مع الجيران، 14 م.
- أكثر واحدة في قائمة(2014)، لي روبي، أندريا أماريلا، 3 م.
- الزيارة(2014)، لرودولغو سيلفيرو، 7 م.
- بلد وراء المطر(2014)، لخوان كارلوس مانجيليا وتانا سشمبوري، 2 م.
- تحالف الدم(2015)، لاروتورو جارا، بيلين فيوري، دييغو ريسكين، اندريا روميرو، ميلاني فاليوس، باتريشيا روخاس وشارون مارتينيز، 8 م.
- يبدو انه سوف يمطر(2015)، دزيجابي كوكليتيبو، 3 م.
- يتعلم الأطفال(2015)، لماركوس راميريز، 10 م.
- 16 ساعة-عقيدة فوضوية(2015)، لجوديت كوليكزا، 4 م.
- تلك الأوقات(2015)، لبابلو بولينيتيز، 5 م.
- تطور(2015، توقف الحركة)، لخافيير فيفيروس وليتيسيا أفالوس، 5 م.
- الصمت من الأيام(2015)، لسيرجيو شابارو.
- أبي(2015)، لساندرا فليتشا.
- تولبا(2015)، لخوردان خيمينيز.
- النداء الأخير(2015)، لرودني زوريا.
- يوم اخر في الساحة(2015)، لارثر ماسيل ومارسيلو بيريرا.

## وصلات خارجية
- يوميا Abc اللون(2005) نستعرض الصور 1917 ومواد جديدة لبوتنر.
- كوينكا، مانويل(2009) تاريخ السمعي البصري في باراغوي.
- فيديو الخيال في العقد ال80-ذاكرة بكالوريوس خوان كارلوس مانجيليا وماريا روزانا سشمبوري، 2011.
- وصفة الهجين بالفيديو، 2008.
- تاريخ السمعي البصري في باراغوي، لمانويل كوينكا، 2009.
- بانوراما الفنون في باراغوي، ليتيسا ريفارولا، 2012.
- ال111سنة من السينما في باراغوي، أي بي سي اللون، 2011.
- حرب الشاكو في السينما.